# Liste von Sehenswürdigkeiten in Potsdam

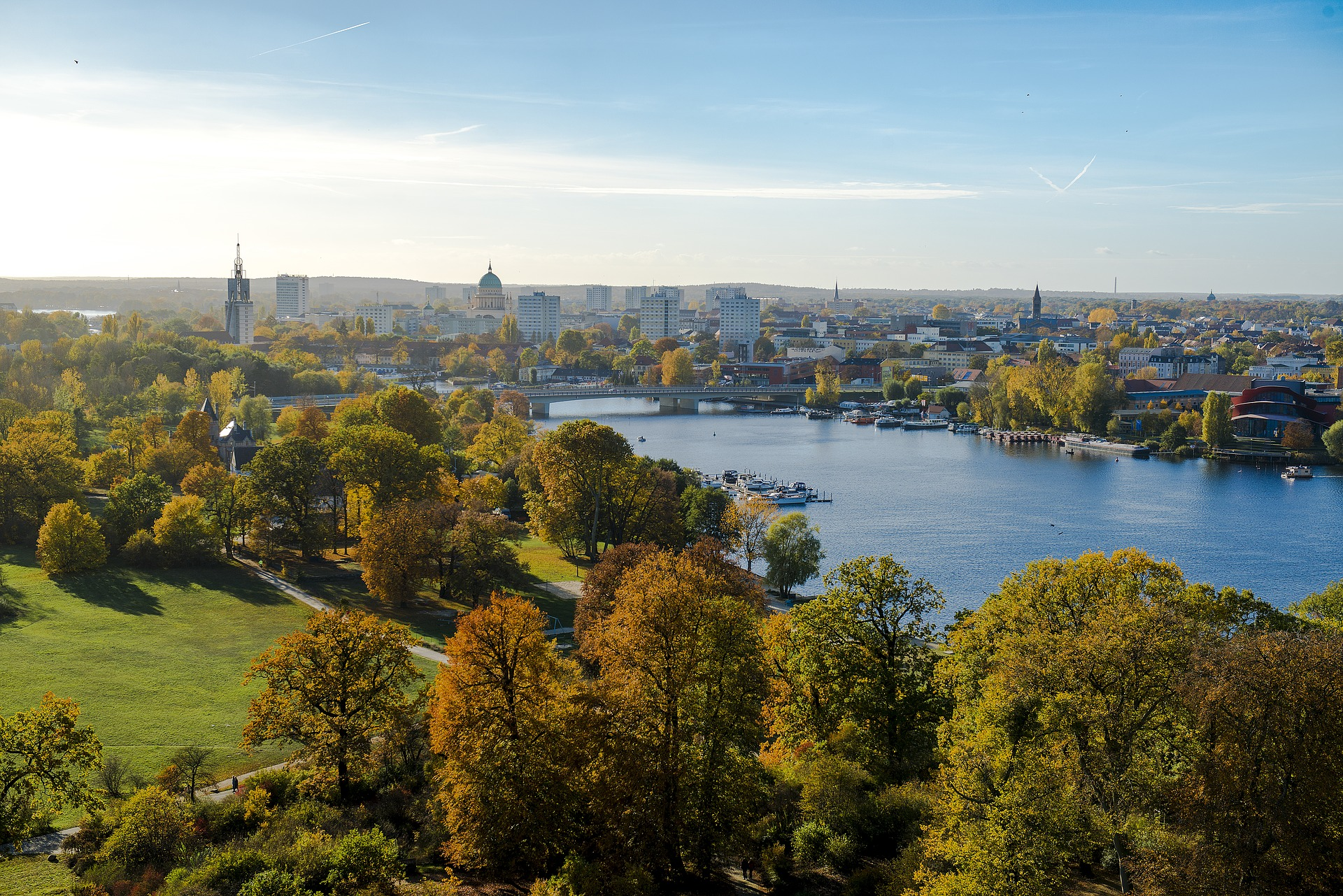
Blick vom Park Babelsberg auf das Stadtpanorama von Potsdam

Die folgende Liste enthält Sehenswürdigkeiten der brandenburgischen Landeshauptstadt Potsdam.

## Park Sanssouci
Die historische Parkanlage Sanssouci umfasst eine Fläche von etwa 290 ha und ist damit die größte und wohl bekannteste in der Mark Brandenburg. Friedrich der Große und Friedrich Wilhelm IV. prägten im 18. und 19. Jahrhundert die Anlage in den zeitgenössischen Stilen des Rokoko und Klassizismus und ließen ein Gesamtkunstwerk aus Architektur und Gartengestaltung errichten, dessen Herzstück die Weinbergterrassen mit dem bekrönenden Schloss Sanssouci sind.
- Schloss Sanssouci (Baujahr 1745 bis 1747, Wahrzeichen der Stadt)
- Neues Palais (1763 bis 1769)
- Schloss Charlottenhof (1826 bis 1829)
- Orangerieschloss, auch Orangerie oder Neue Orangerie genannt (1851 bis 1864)
- Neue Kammern (1771 bis 1775)
- Bildergalerie (1755 bis 1764)
- Chinesisches Teehaus (1755 bis 1764)
- Friedenskirche (1845 bis 1848)
- Antikentempel (1768/1769)
- Freundschaftstempel (1768 bis 1770)
- Römische Bäder (1829 bis 1840)
- Belvedere auf dem Klausberg (1770 bis 1772)
- Drachenhaus auf dem Klausberg (1770 bis 1772)
- Historische Mühle von Sanssouci (1736 bis 1739, ab 1790 erster Neuaufbau, 1945 Zerstörung durch Kampfhandlungen, Wiederaufbau 1983 und 1990 bis 1993)
- Neptungrotte (ab 1751)
- Grünes Gitter am Parkeingang
- Botanischer Garten Potsdam
- Nicht mehr zu besichtigen: Das Fort im Park von Sanssouci (1893). Modell-Fort nahe dem Neuen Palais. Zugeschüttet seit 2004.
- Fasanerie

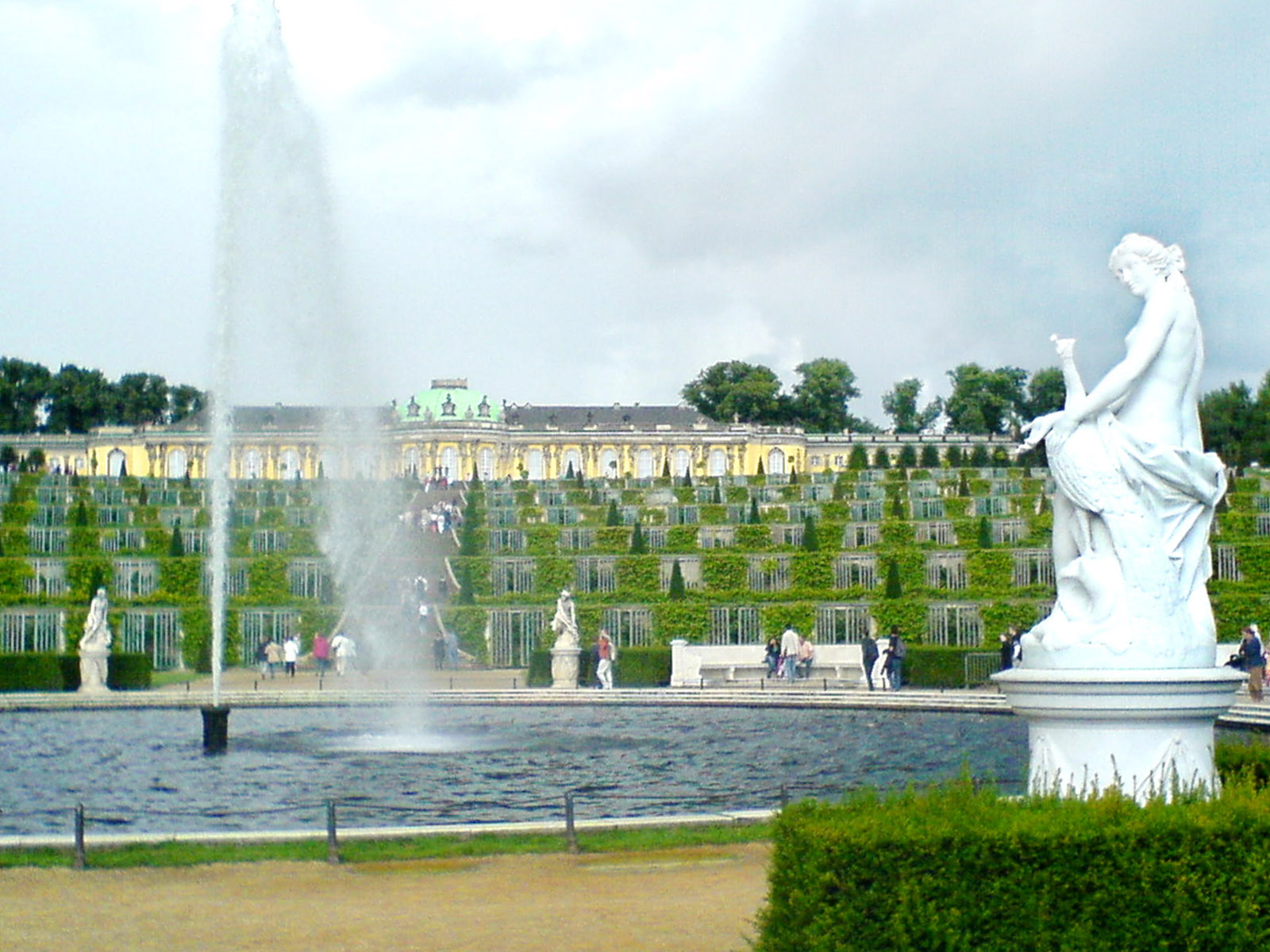
Schloss Sanssouci am Weinberg
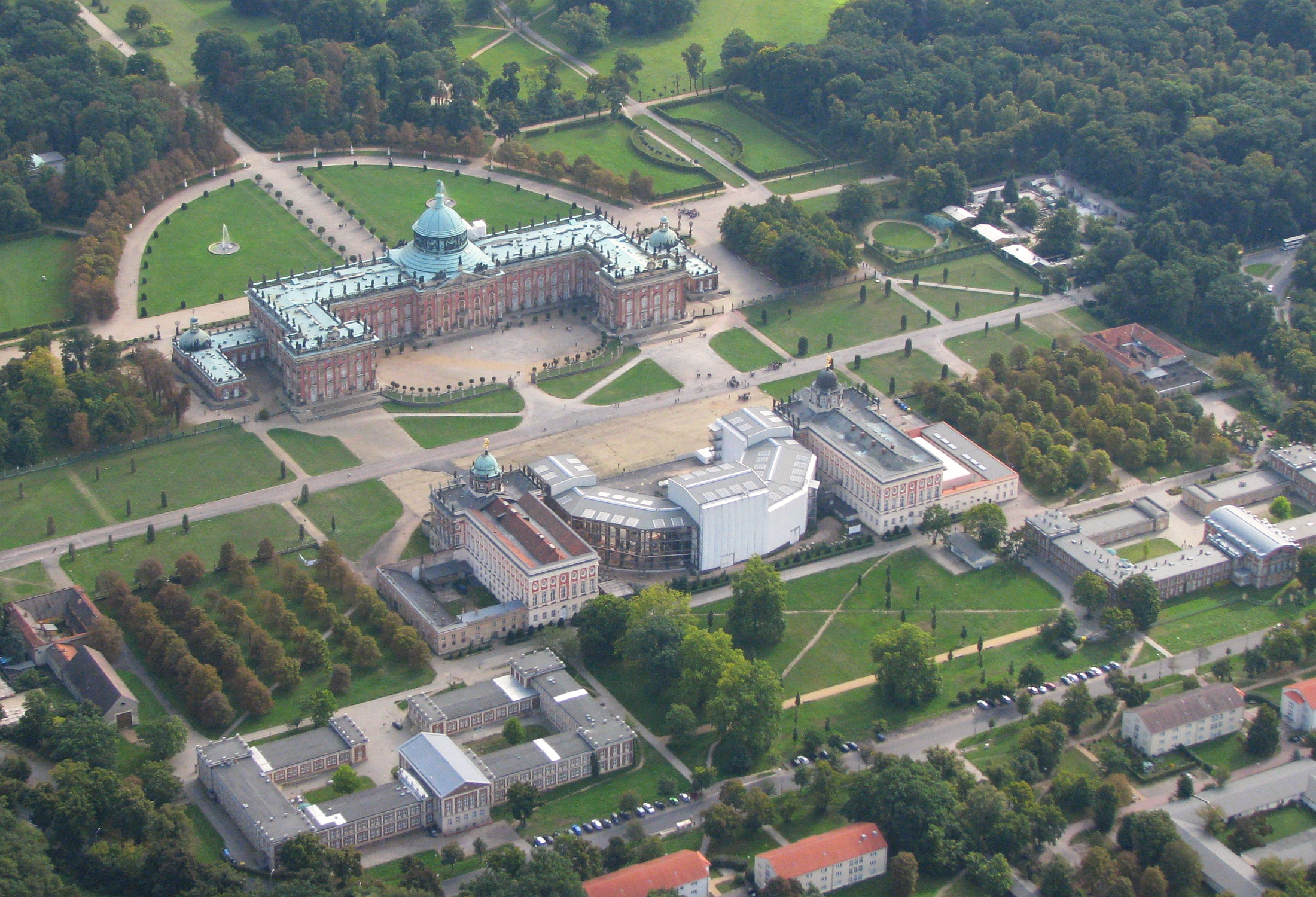
Neues Palais
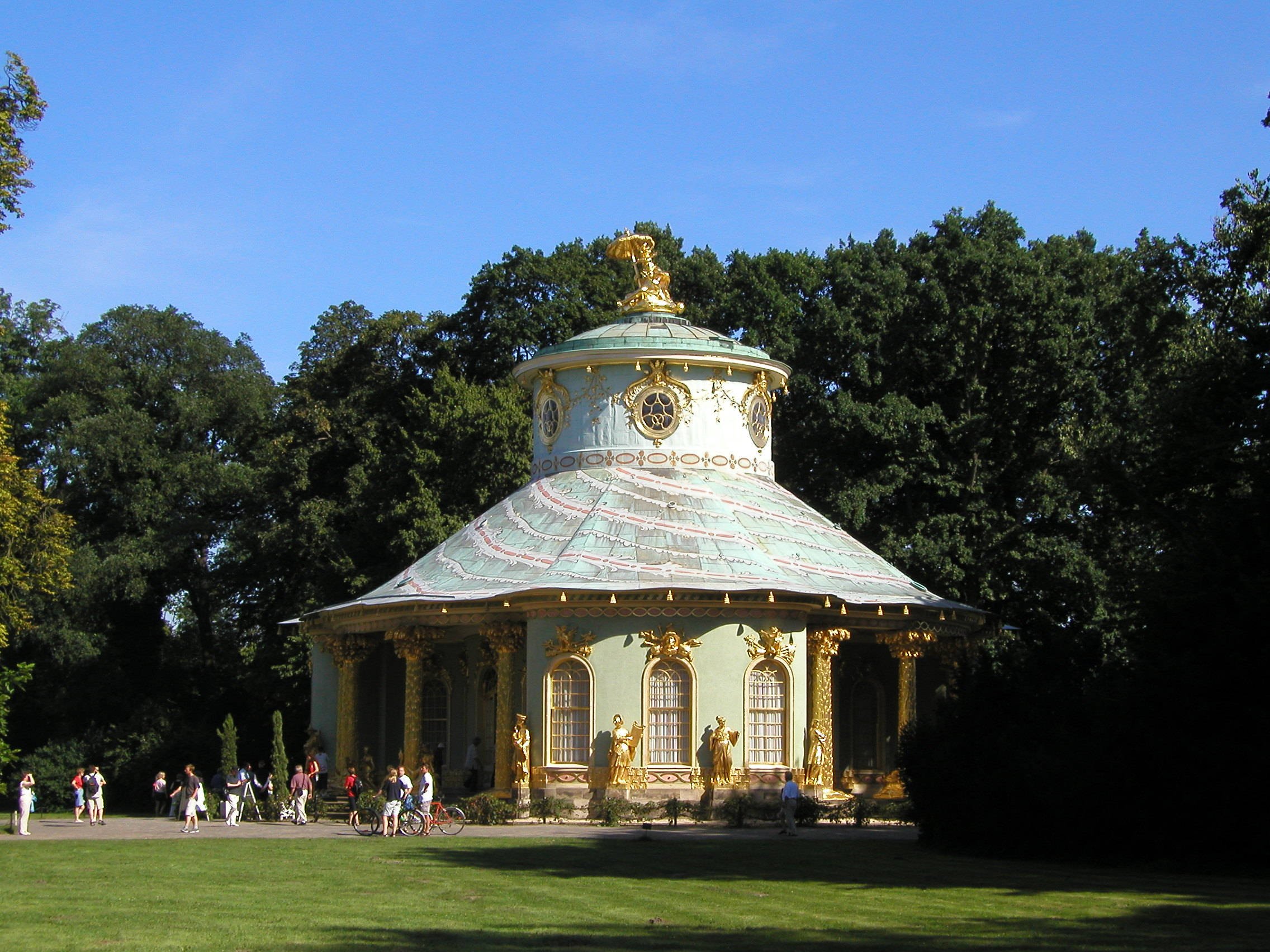
Chinesisches Haus
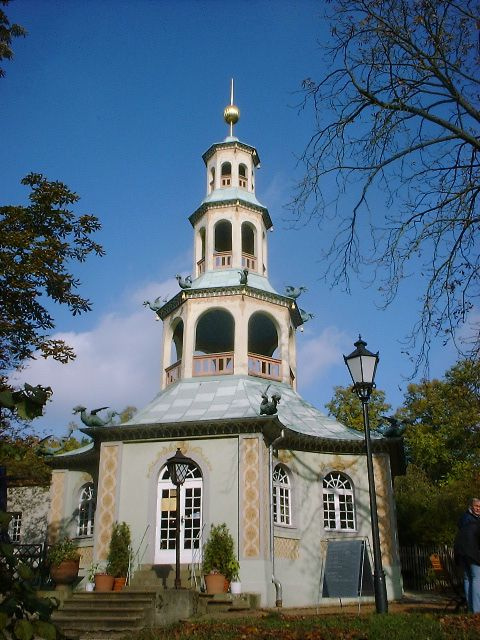
Drachenhaus
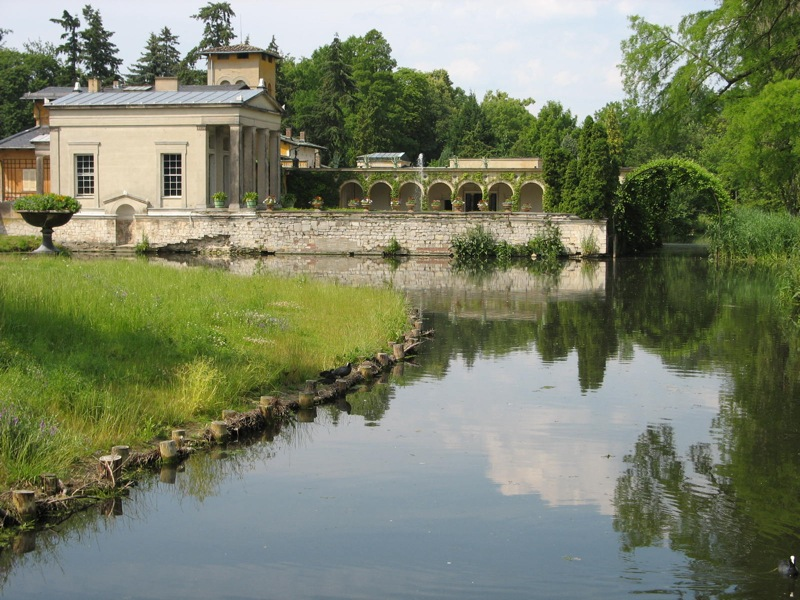
Römische Bäder

## Neuer Garten
Der Neue Garten ist ein rund 100 ha großes Parkgelände, das im Norden Potsdams an den Heiligen See und den Jungfernsee grenzt. Friedrich Wilhelm II. ließ ab 1787 auf diesem Areal einen neuen Garten anlegen, daher der Name. Der Park sollte sich nach dem Zeitgeschmack des englischen Gartens bewusst von den überholten Formen des barocken Zier- und Nutzgartens Sanssouci abheben.
- Neuer Garten (Anlage ab 1787)
- Marmorpalais (1787 bis 1792)
- Schlossküche, in Form einer Tempelruine (1788 bis 1790)
- Orangerie (1791 bis 1793)
- Gotische Bibliothek (1792 bis 1794)
- Pyramide (1791 bis 1792)
- Meierei (1790 bis 1792)
- Crystall- und Muschelgrotte (1791/92)
- „Holländisches Etablissement“ (Häuser im holländischen Stil)
- Gartenhäuser: Weißes-, Braunes-, Rotes- und Grünes Haus
- Schloss Cecilienhof (1914 bis 1917)

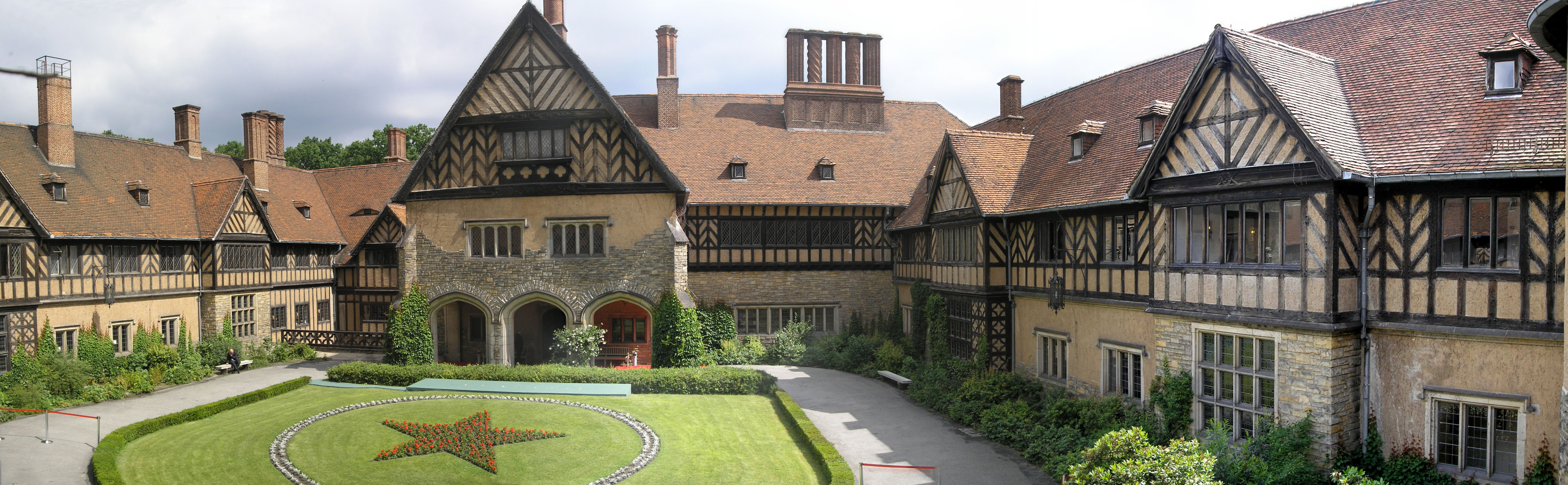
Schloss Cecilienhof
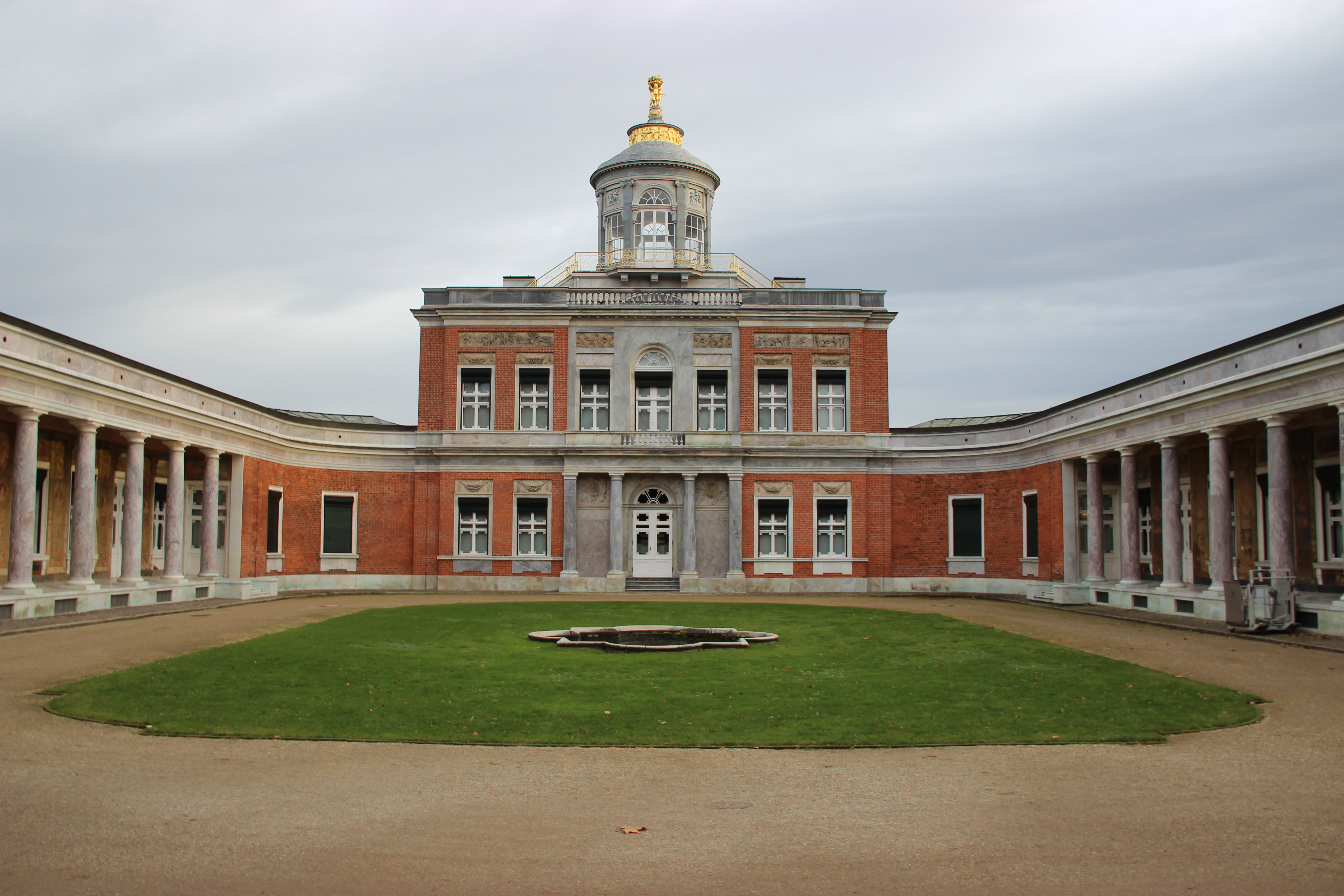
Marmorpalais
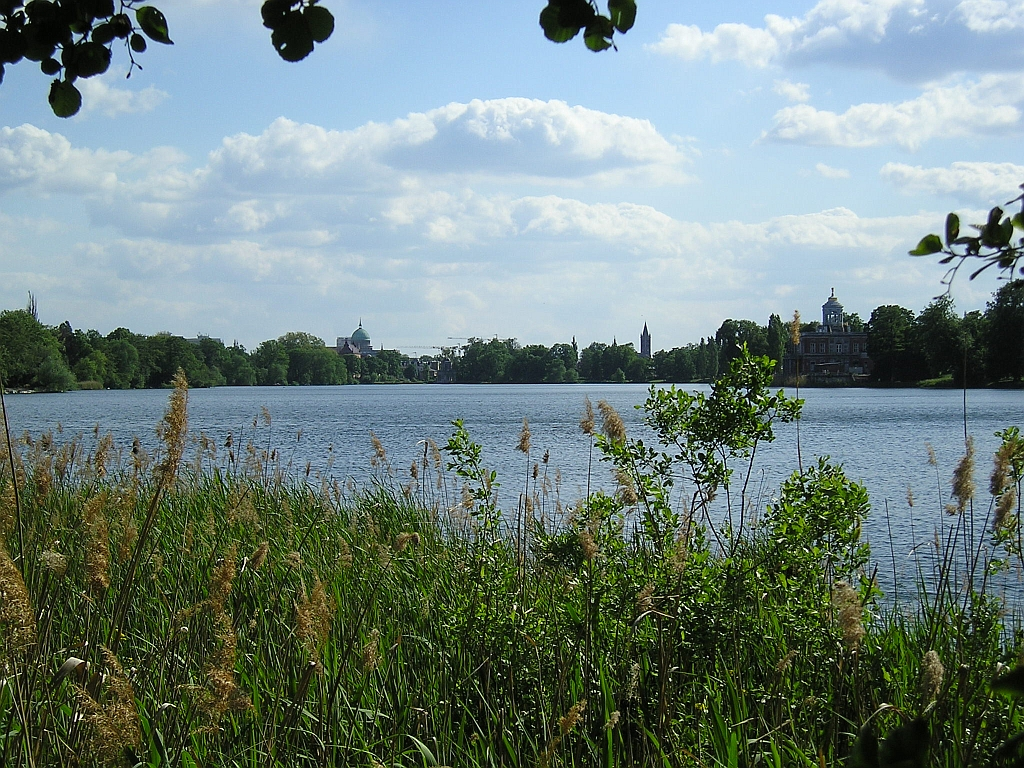
Heiliger See
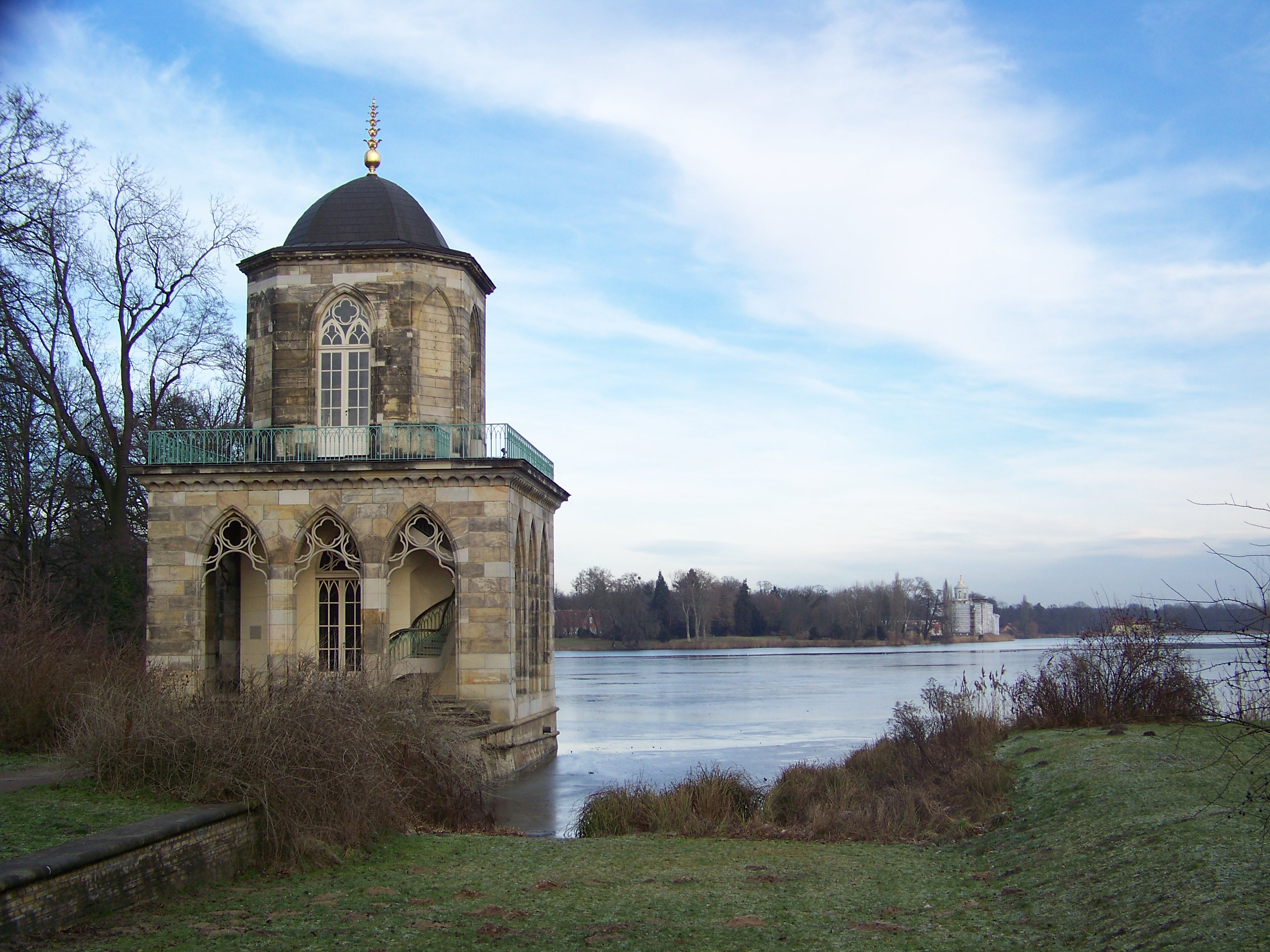
Gotische Bibliothek

## Park Babelsberg

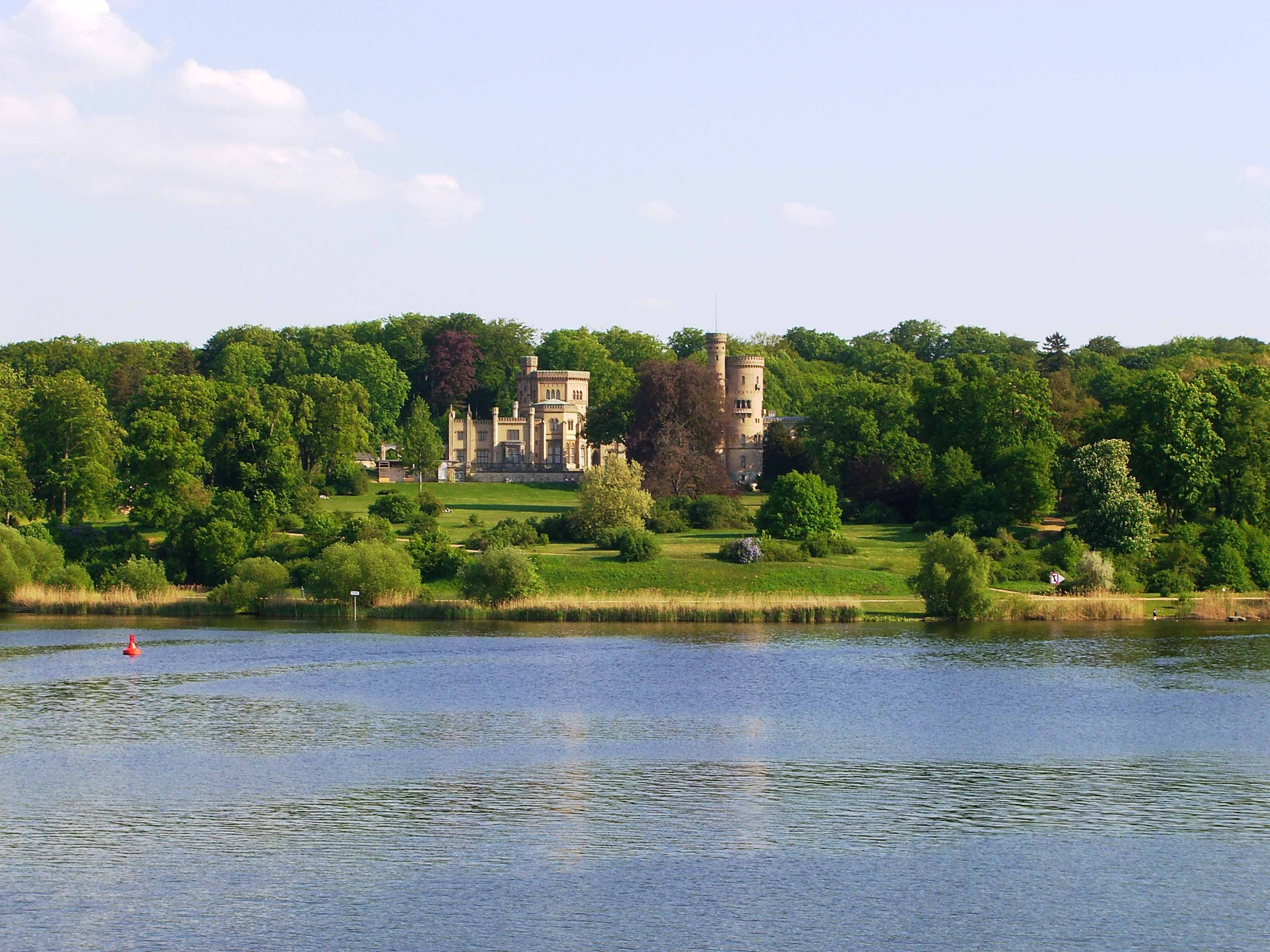
Schloss Babelsberg vor der Havel

Angrenzend an den Tiefen See der Havel liegt der 114 ha große Park Babelsberg. Im Auftrag des Prinzen Wilhelm, später Kaiser Wilhelm I. und seiner Gemahlin Augusta gestalteten ab 1833 die Gartenkünstler Peter Joseph Lenné und Fürst Hermann von Pückler-Muskau das zum See abfallende, hügelige Gelände in eine Parklandschaft.
- Park Babelsberg (Anlage ab 1833)
- Marstall (1834 bis 1839 und 1861)
- Schloss Babelsberg (1835 bis 1849)
- Kleines Schloss (1841/42)
- Matrosenhaus (1842)
- Dampfmaschinenhaus (1843 bis 1845)
- Flatowturm (1853 bis 1856)
- Gerichtslaube (1871)

## Gartenanlagen

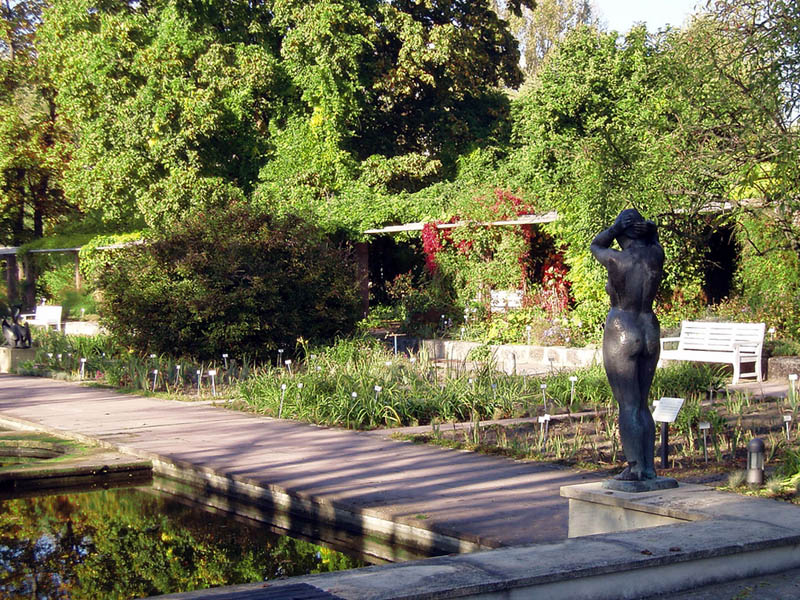
Freundschaftsinsel

- Freundschaftsinsel im Zentrum der Stadt mit dem Karl-Foerster-Staudengarten.
- Karl-Foerster-Garten in Potsdam-Bornim mit seinem privaten Wohnhaus.
- Lustgarten als ältester Garten Potsdams, ursprünglich Teil der Stadtschlossanlage.
- Volkspark Potsdam auf dem ehemaligen Bundesgartenschau-Gelände 2001 mit der Biosphäre Potsdam, ein kommerziell betriebener Park.
- Wildpark (1834 bis 1838), einer der ältesten Beispiele für die Verknüpfung von höfischer Tradition und Landschaftsgärtnerei. Der Wildpark ist über 875 ha groß und befindet sich westlich des Parks Sanssouci.
- Bornstedter Friedhof, über 400 Jahre alte Parkanlage mit italienisch anmutender Kirche. Begraben sind unter anderem Ferdinand von Arnim, Peter Joseph Lenné und Ludwig Persius.

## Kirchen
Die in der Stadt unübersehbare preußische Toleranz kommt auch in Potsdams Kirchen zum Ausdruck: Mitten im protestantischen Potsdam steht eine große katholische Kirche, auch die älteste russisch-orthodoxe Kirche Deutschlands hat hier ihren Platz. Gotteshäuser wurden für Kolonisten aus den verschiedensten Ecken Europas gebaut: Schweizer, Franzosen, Böhmen…

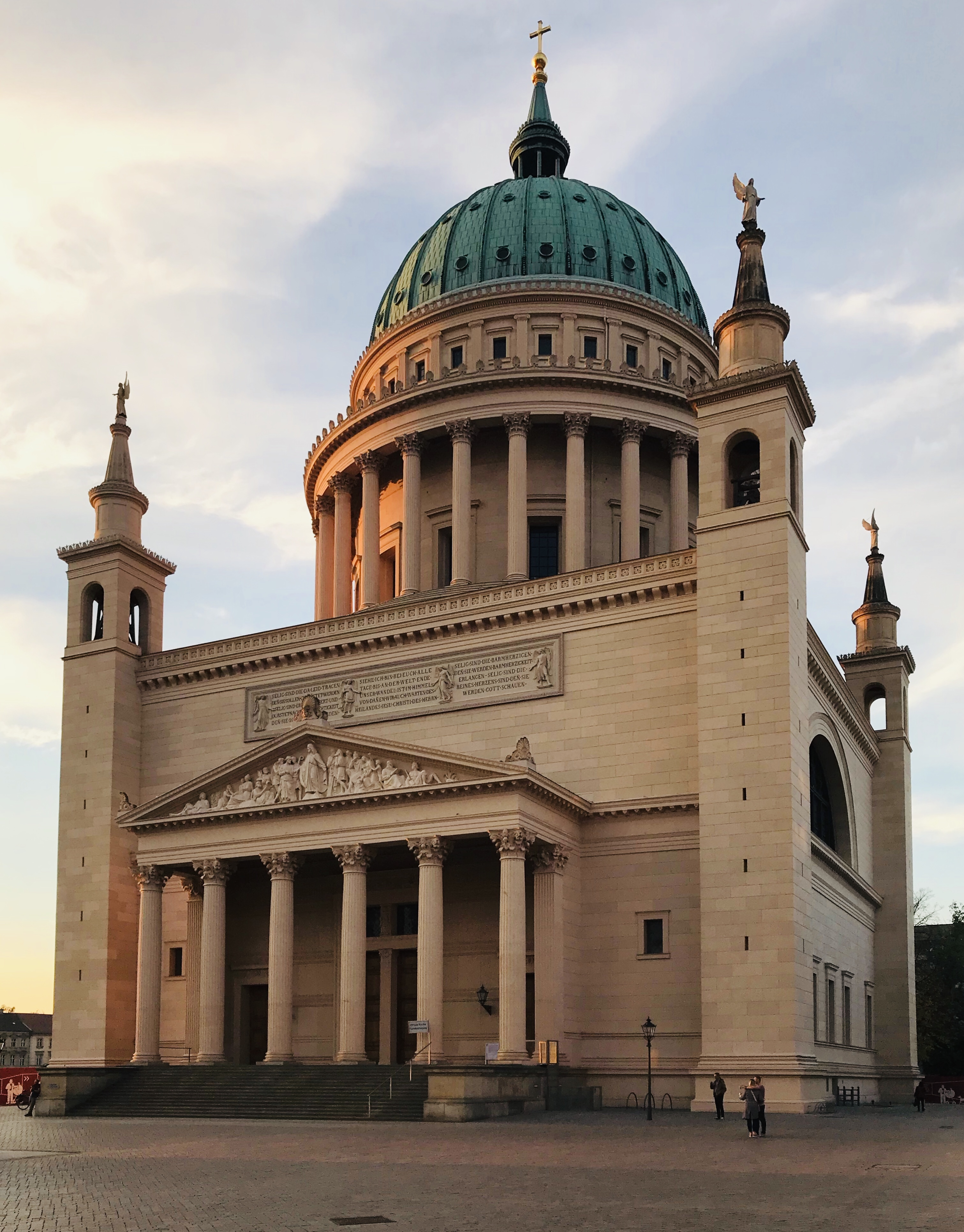
St. Nikolai
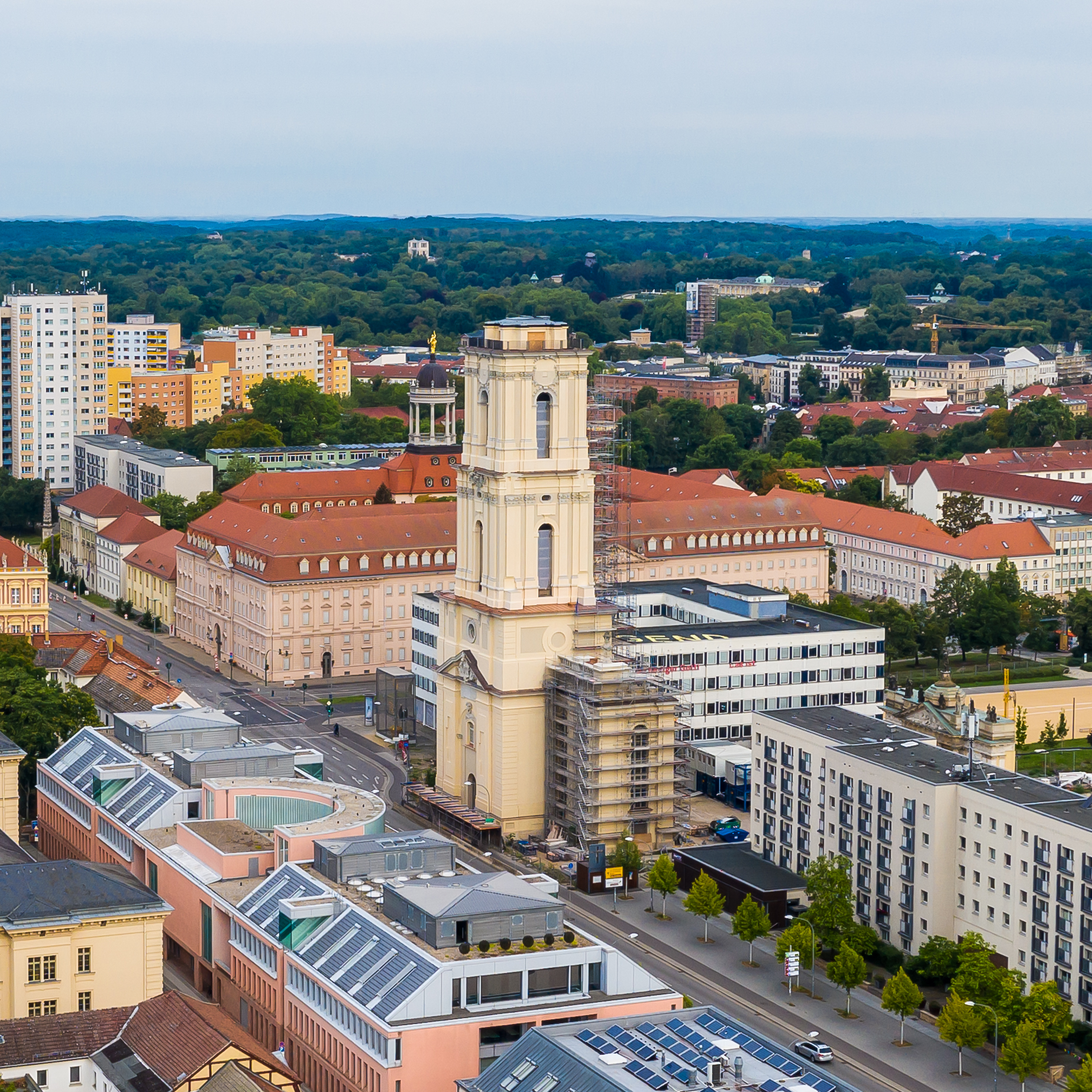
Garnisonkirche
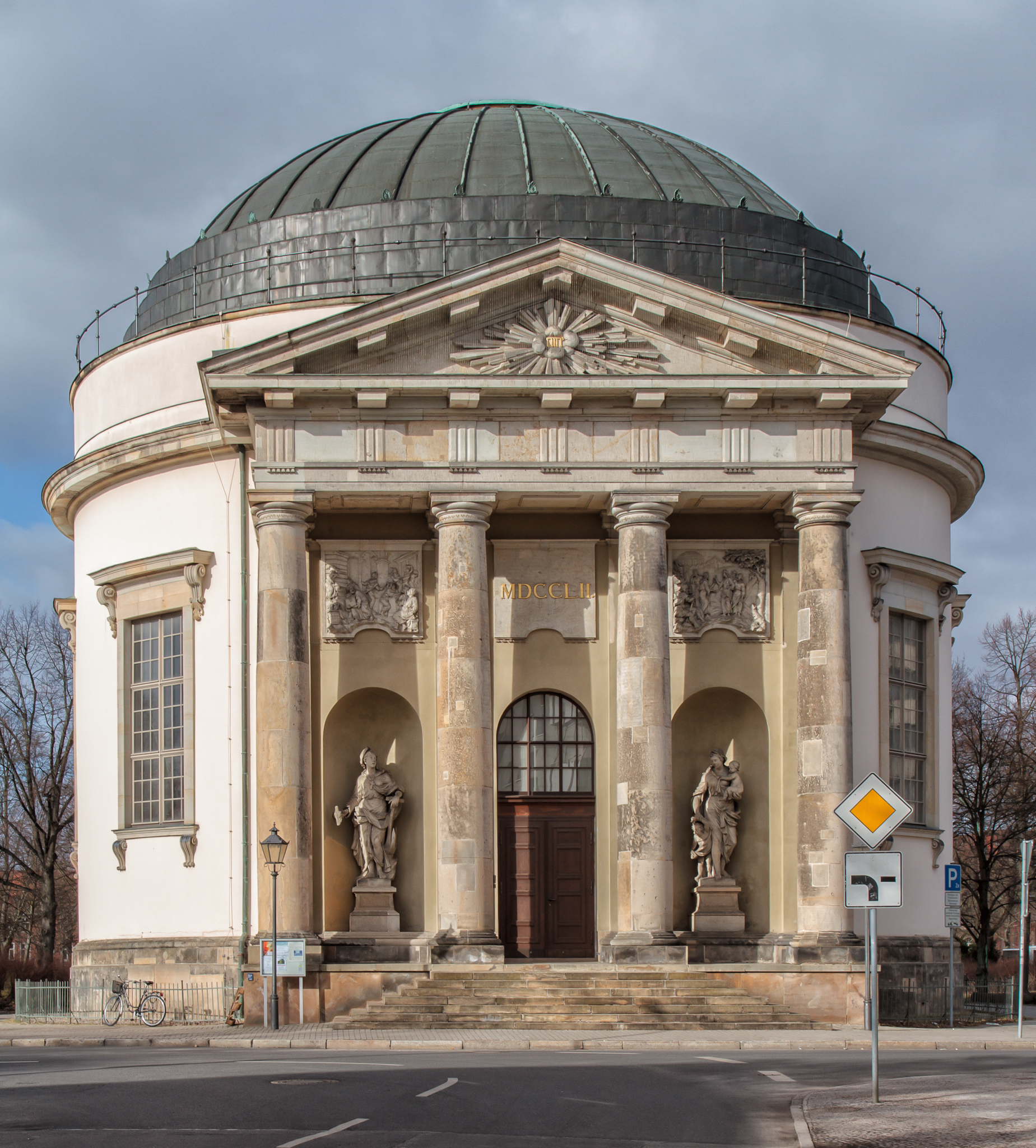
Französische Kirche
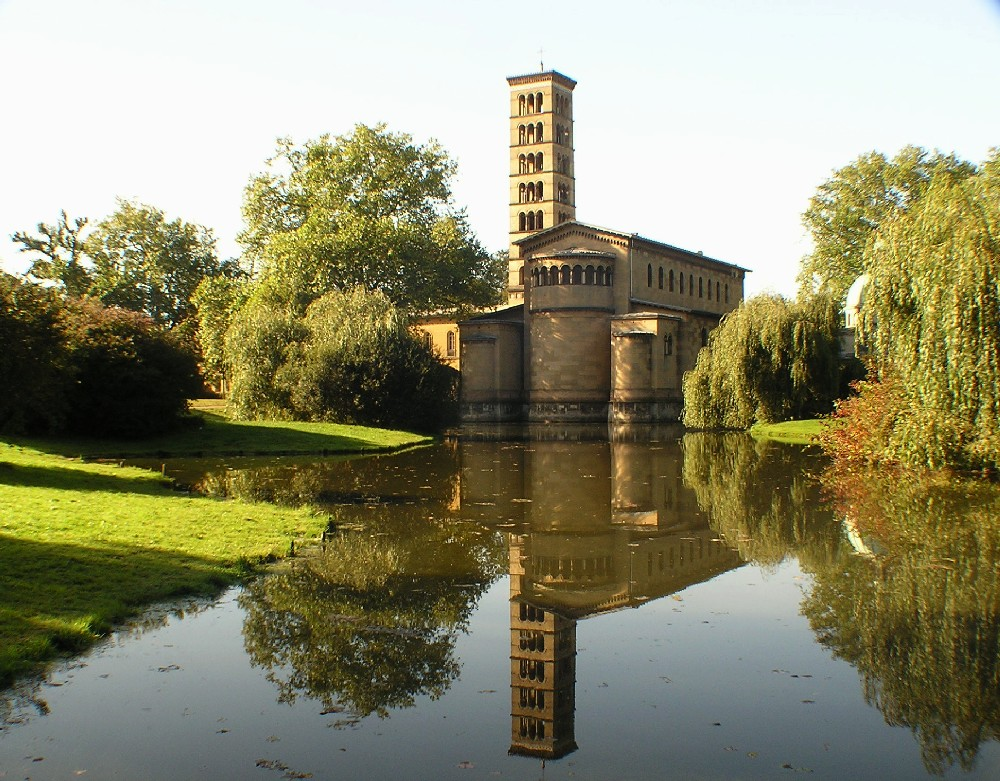
Friedenskirche
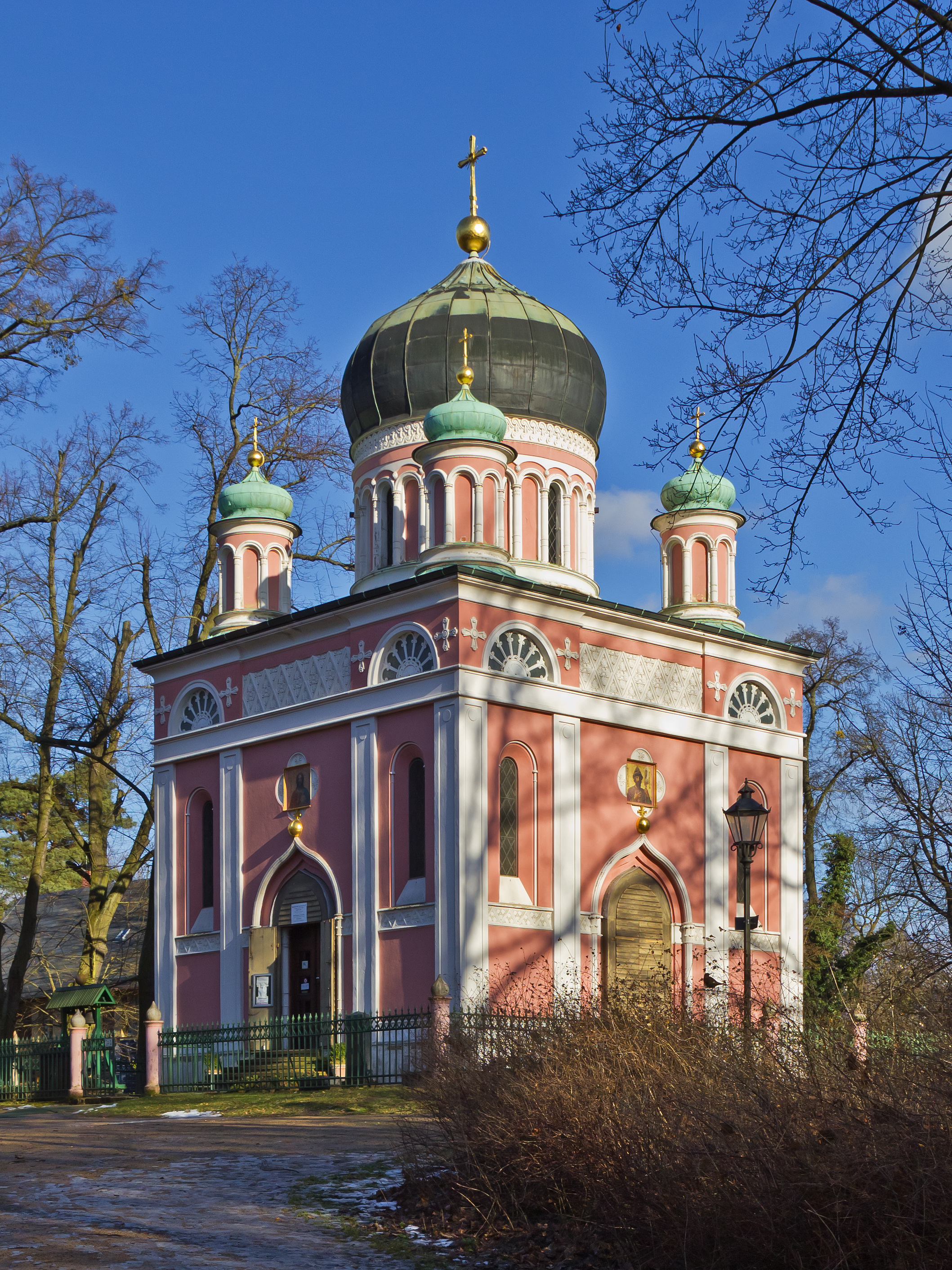
Alexander-Newski-Gedächtniskirche
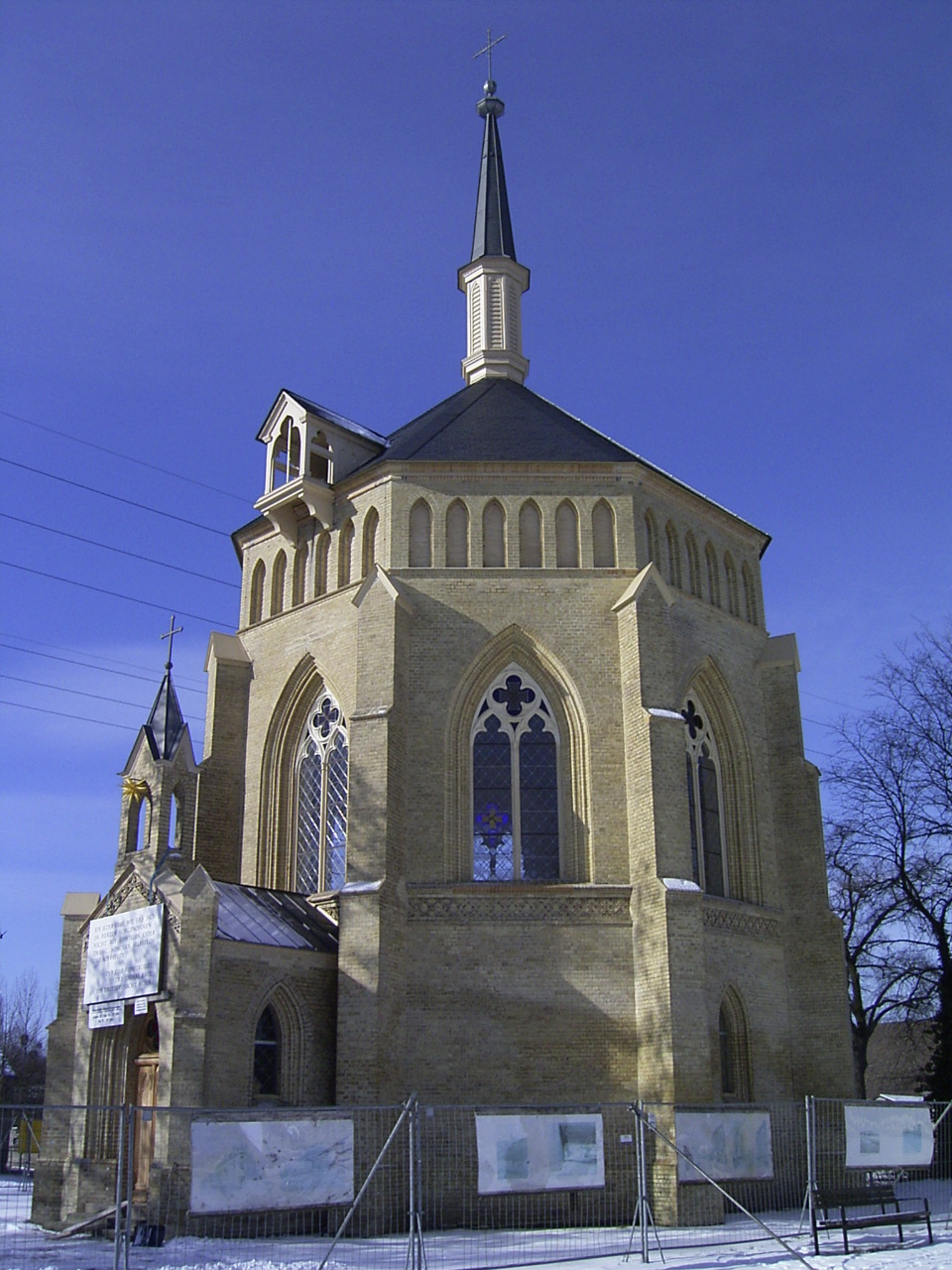
Neuendorfer Kirche
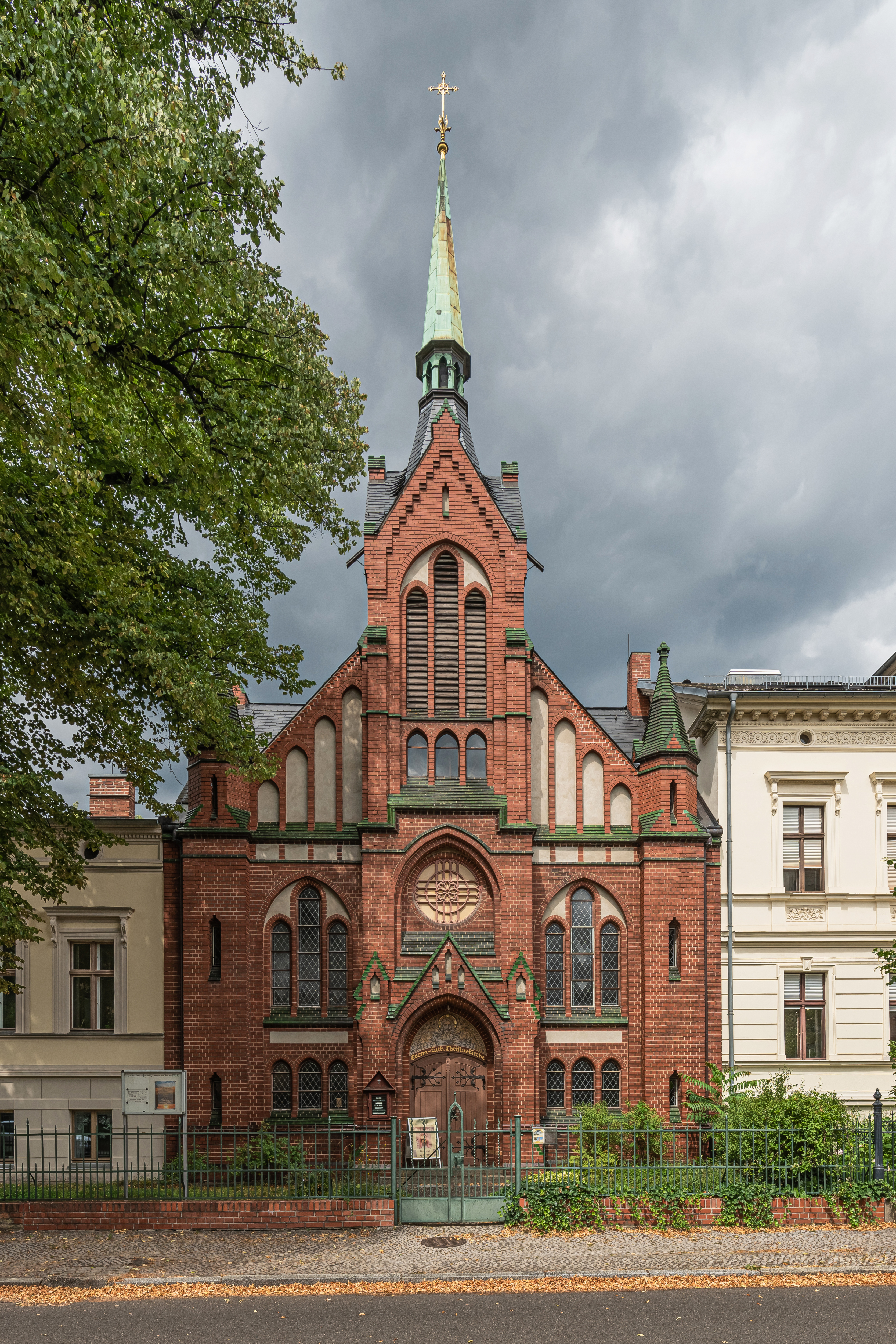
Christuskirche
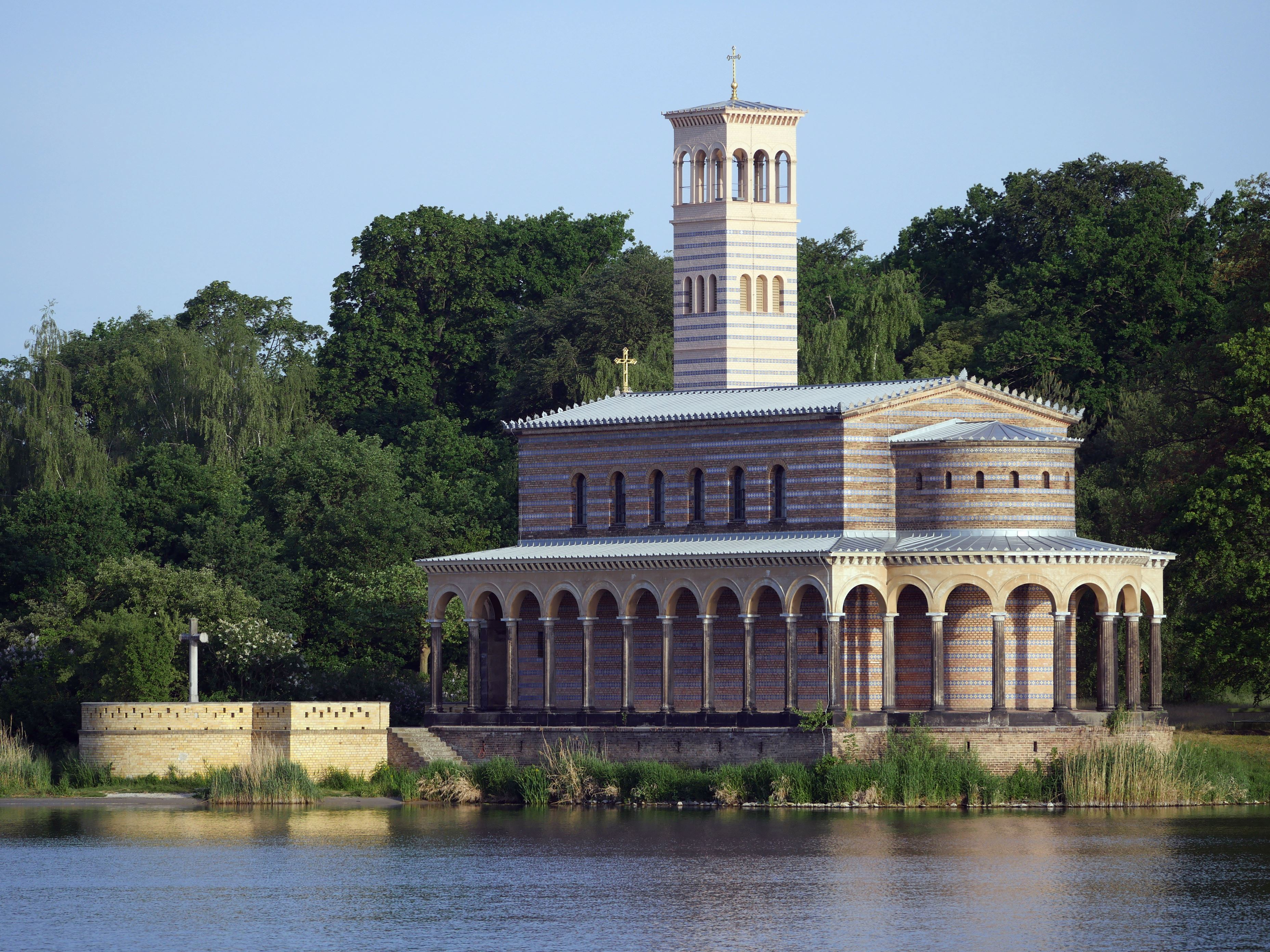
Heilandskirche am Port von Sacrow

## Stadttore
Als Garnisonstadt verfügte Potsdam über eine Stadtmauer mit zehn Stadttoren. Diese dienten mit ihren aufwendigen Baustilen aber eher der Repräsentanz als der Verteidigung. Von den Stadttoren sind nur noch vier vollständig im Stadtbild sichtbar, zwei weitere nur in Fragmenten.
- Brandenburger Tor (1770)
- Nauener Tor: Baupläne von Johann Gottfried Büring nach 1754 erstellten Skizzen von König Friedrich II. Erstes Beispiel für Neugotik auf dem europäischen Kontinent.
- Jägertor (1733)
- Kellertor: das Wassertor Potsdam am Zufluss des Stadtkanals. 1788 errichtet, wiederaufgebaut 2017

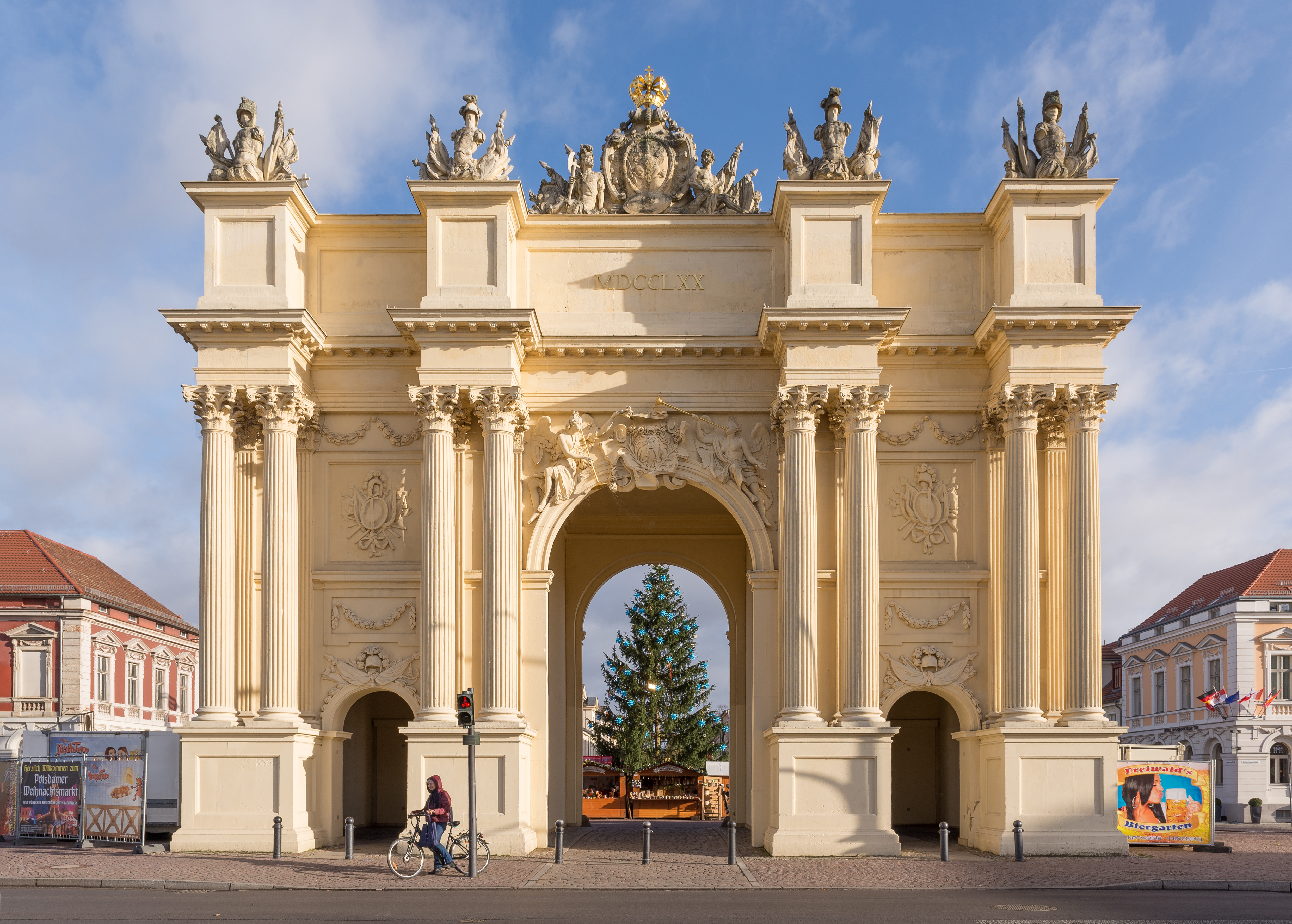
Brandenburger Tor
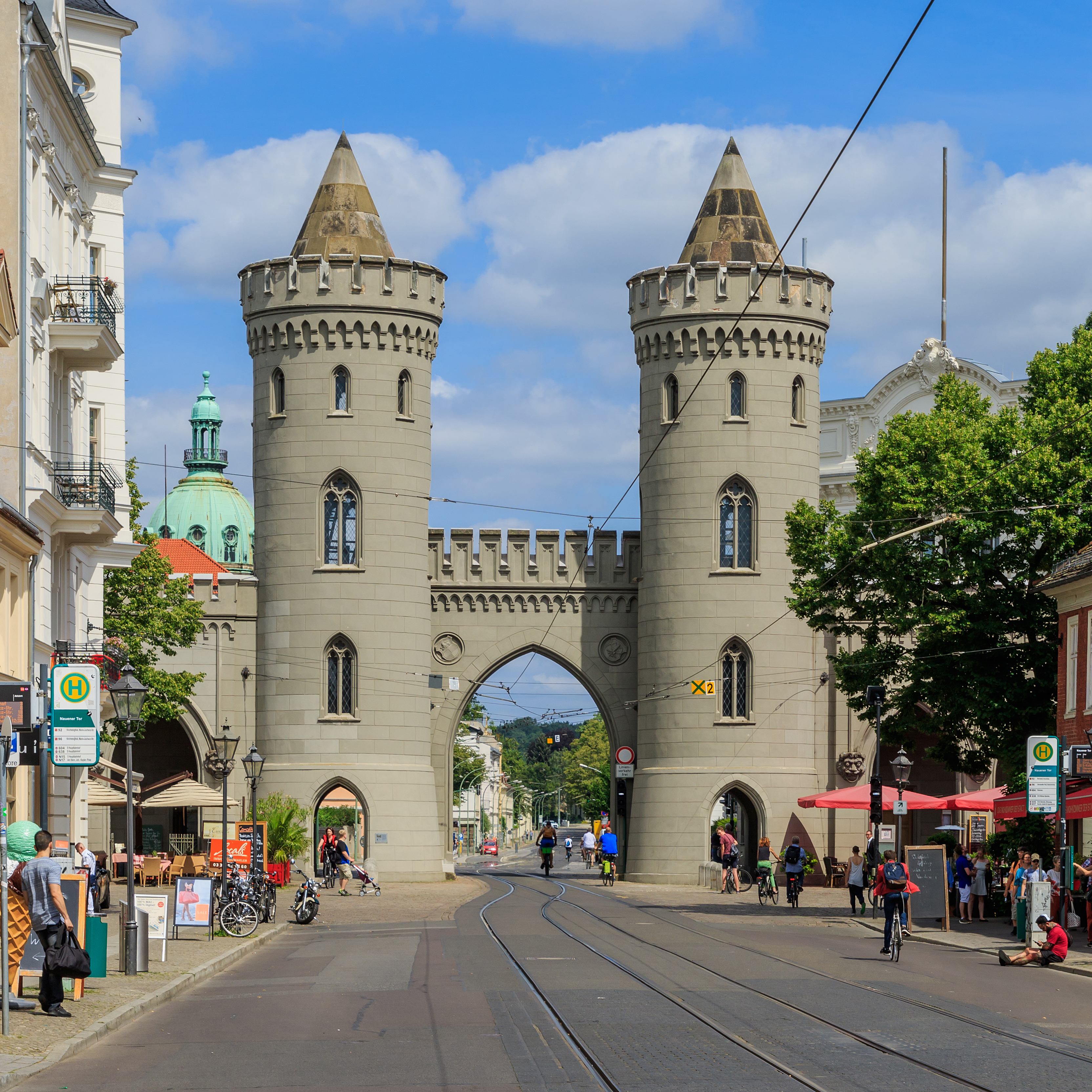
Nauener Tor
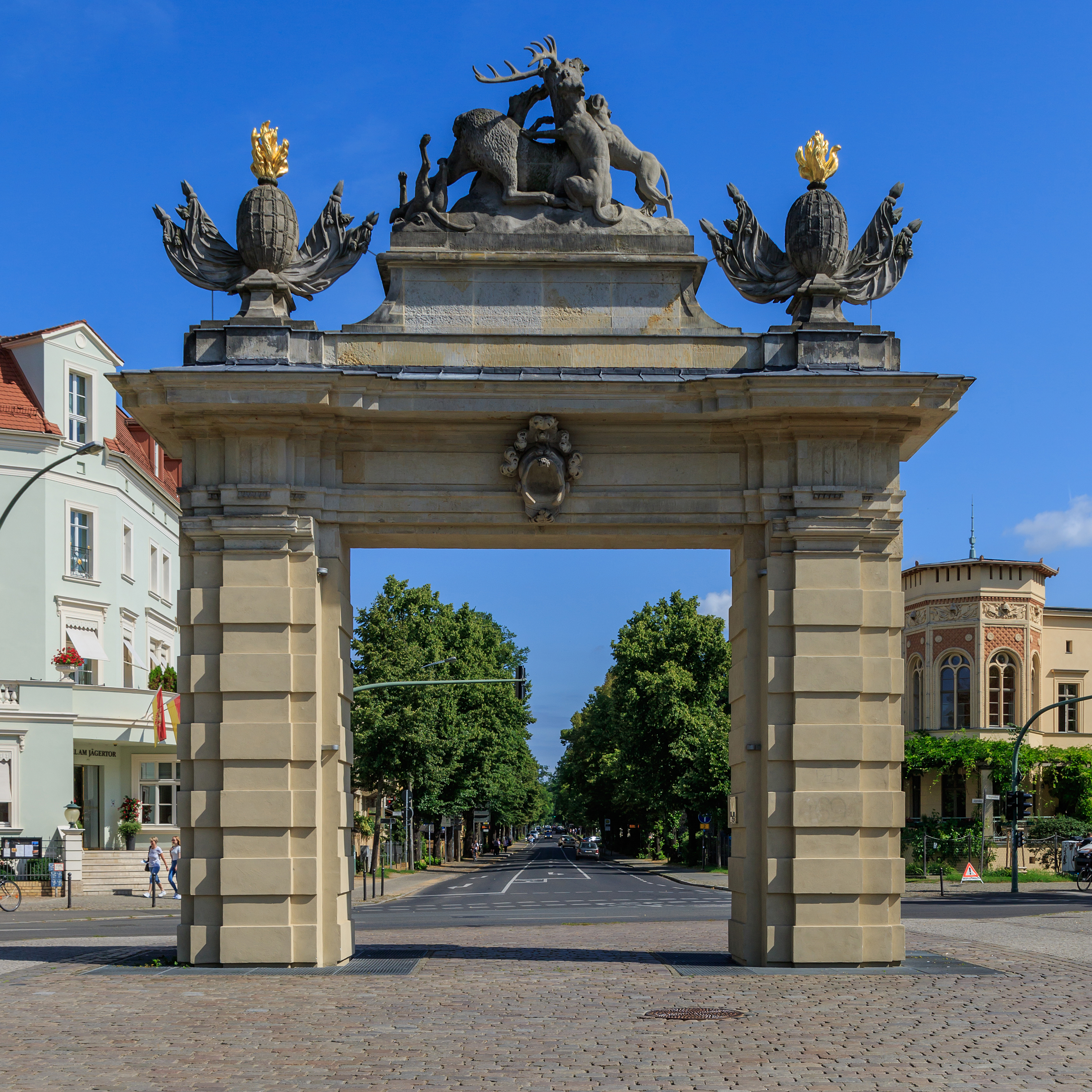
Jägertor
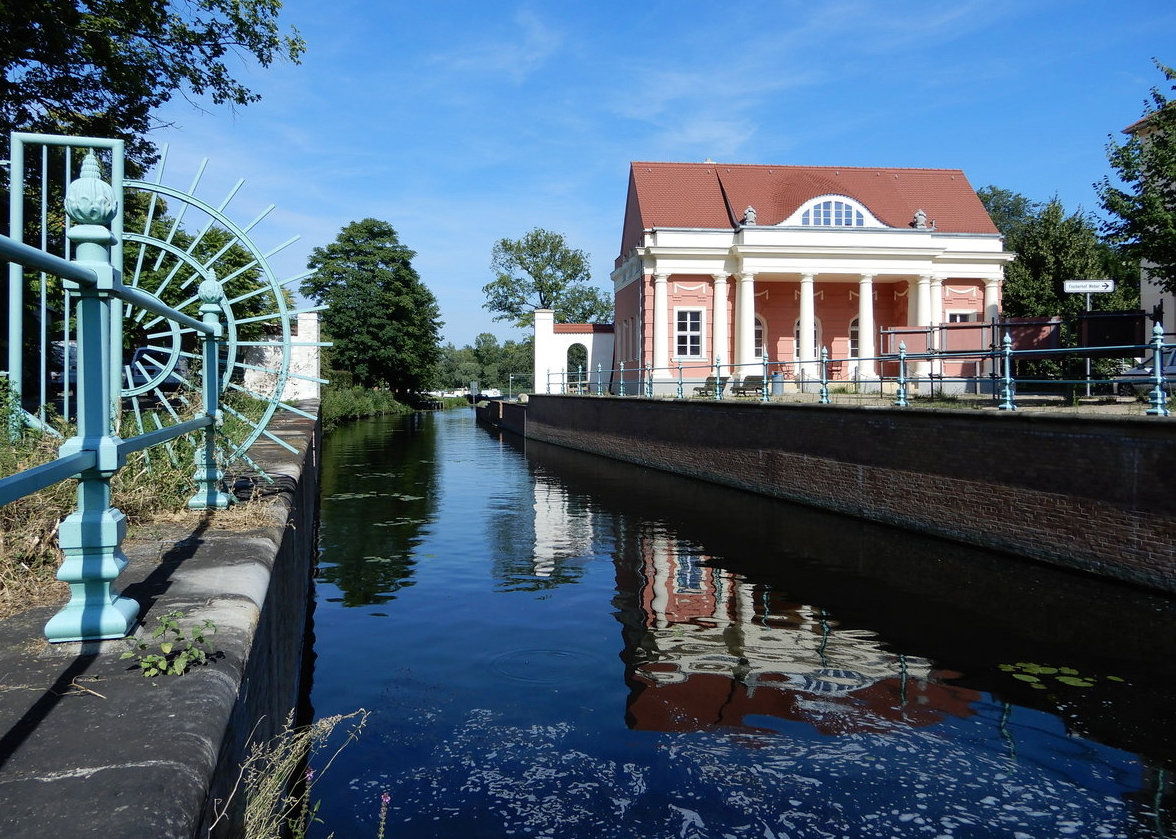
Kellertor am Stadtkanal

## Stadtviertel und Ensembles

### Stadtviertel
- Holländisches Viertel (1733 bis 1740)
- Alexandrowka (Potsdam) (1826/1827) mit der Alexander-Newski-Gedächtniskirche (Grundsteinlegung 1826, Weihe 1829)
- Potsdam-Babelsberg (um 1900) und die Villenkolonie Neubabelsberg sowie das böhmische Weberviertel
- Brandenburger Straße mit der angrenzenden Innenstadt (Einkaufsstraße von Potsdam in der Innenstadt als Fußgängerzone, begrenzt durch die St.-Peter-und-Paul-Kirche und das Brandenburger Tor.)
- Berliner Vorstadt (ab 2. Hälfte des 19. Jahrhunderts)
- Potsdam West
- Teltower Vorstadt

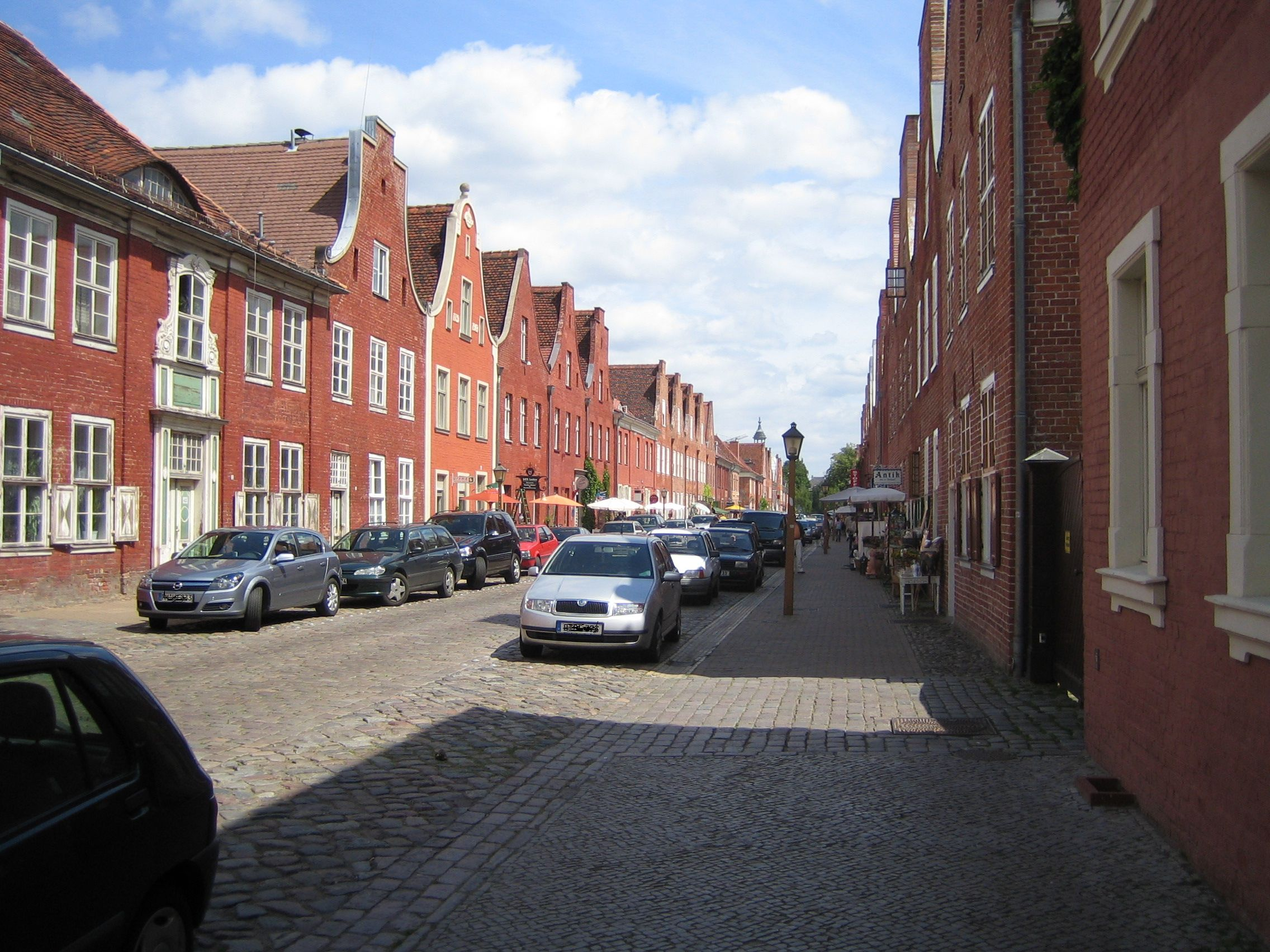
Holländisches Viertel
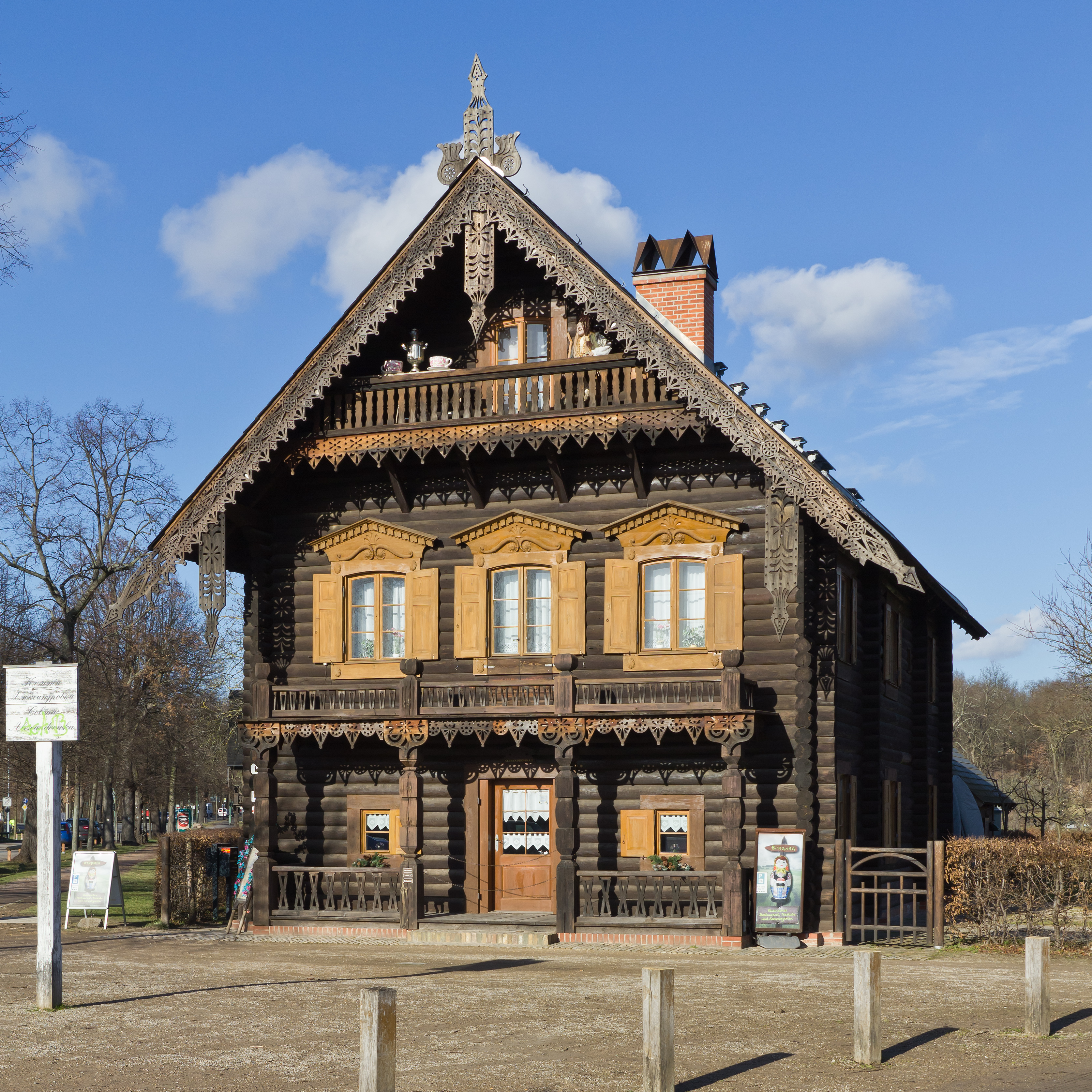
Alexandrowka (Potsdam)
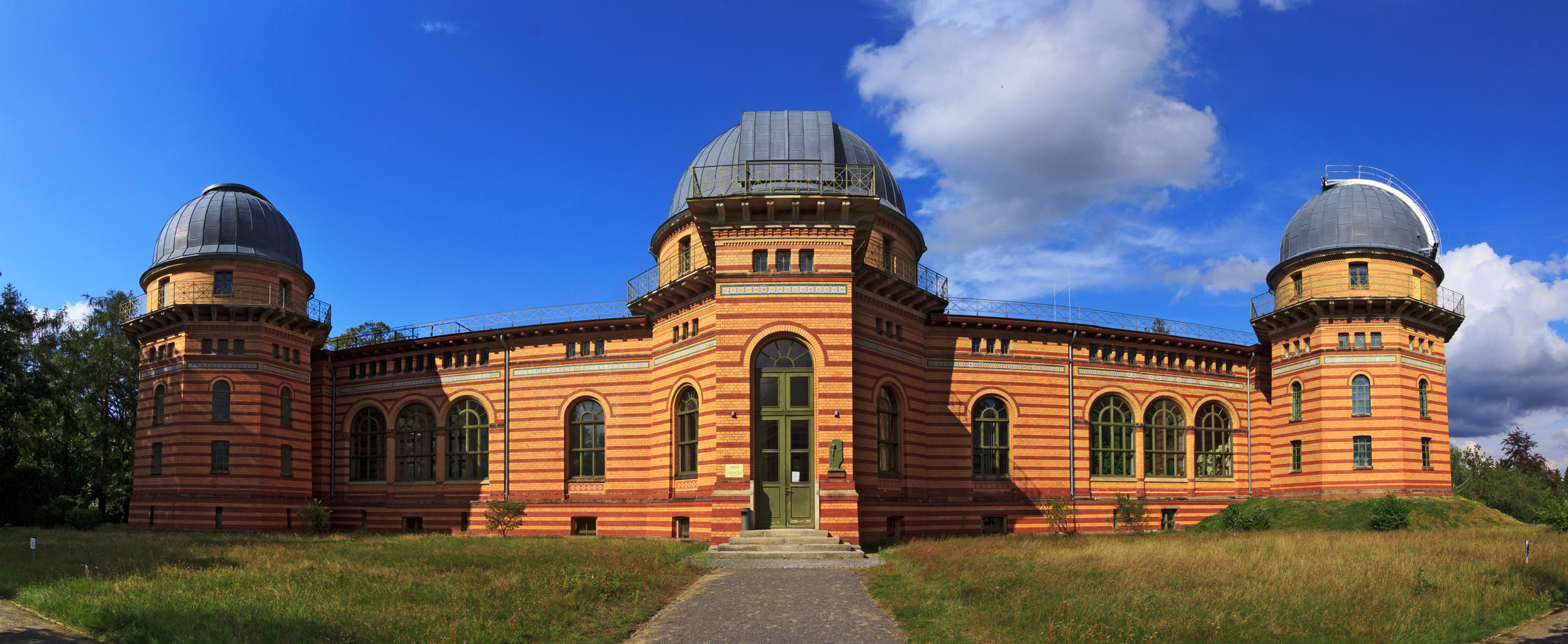
Sternwarte Babelsberg
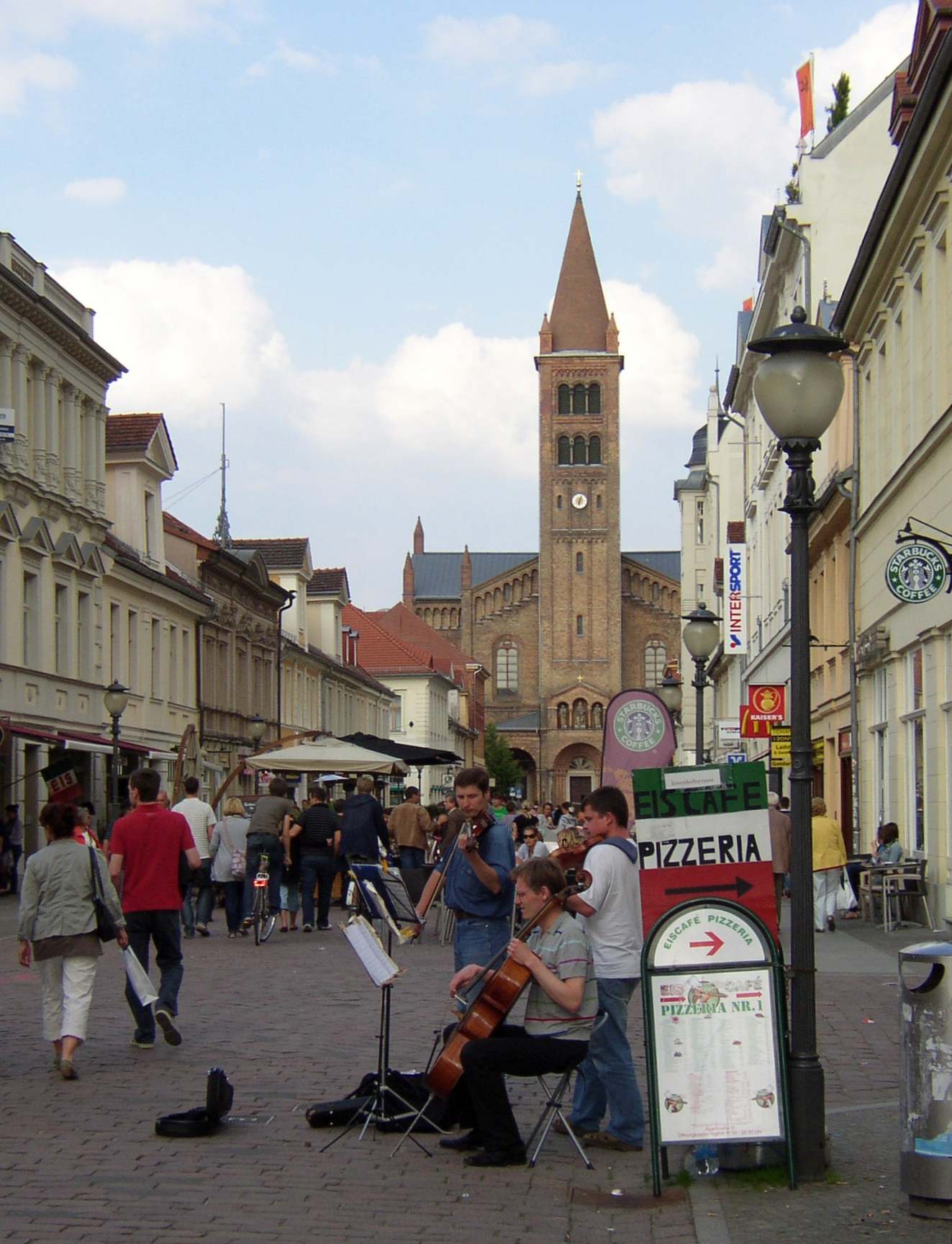
Brandenburger Straße

### Anlagen und Plätze
- Alter Markt, historisches Zentrum der Stadt.
  - Potsdamer Stadtschloss, (1662 bis 1669, 1744 bis 1752; wurde 1945 beschädigt, ein Wiederaufbau als Sitz des Brandenburgischen Landtags wurde mit der Eröffnung am 21. Januar 2014 abgeschlossen)
  - Fortunaportal (1701 bis 1740), Wiederaufbau 2001/02.
  - Altes Rathaus, 1753 barock erbaut gemäß einem nicht ausgeführten Entwurf Andrea Palladios für den Palazzo Angarano in Vicenza.
- Neuer Markt, fast vollständig erhaltener Barockplatz.
- Luisenplatz (ab 1733), barocker Platz zwischen der Brandenburger Straße und dem Eingang zum Park Sanssouci.
- Bassinplatz mit der St.-Peter-und-Paul-Kirche und der Französischen Kirche.
- Platz der Einheit, zentral gelegener Platz mit moderner und historischer Architektur.
- Glienicker Brücke (Ende 17. Jh.), bekannt durch die Agentenaustausche im Kalten Krieg.
- Luftschiffhafen Potsdam
- Filmstudio Babelsberg und Filmpark Babelsberg

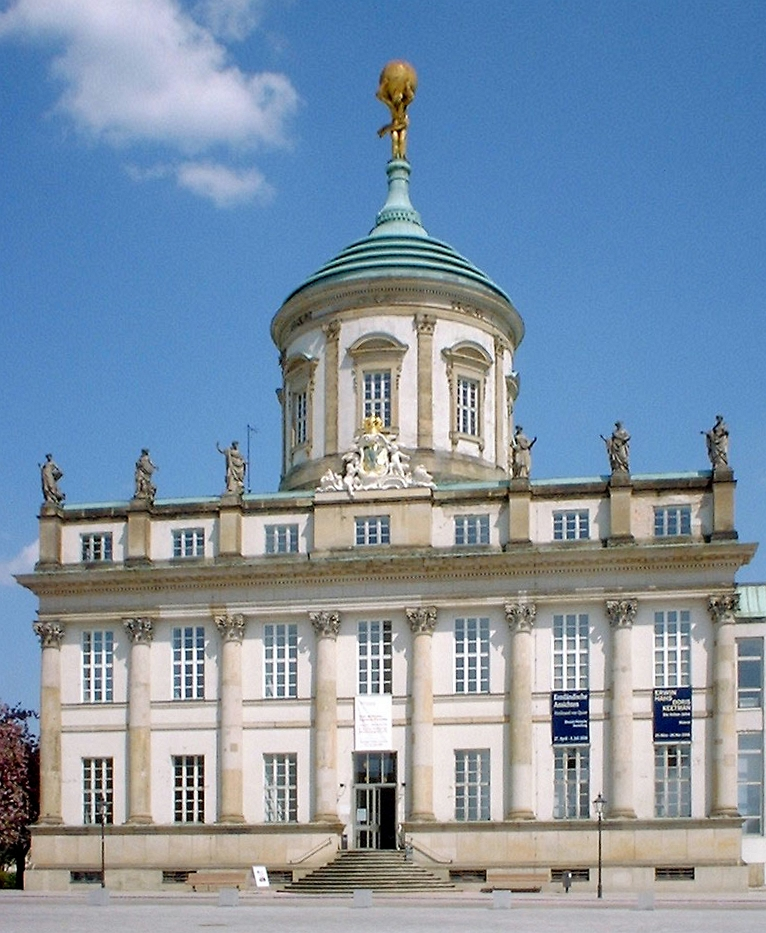
Altes Rathaus am Alten Markt
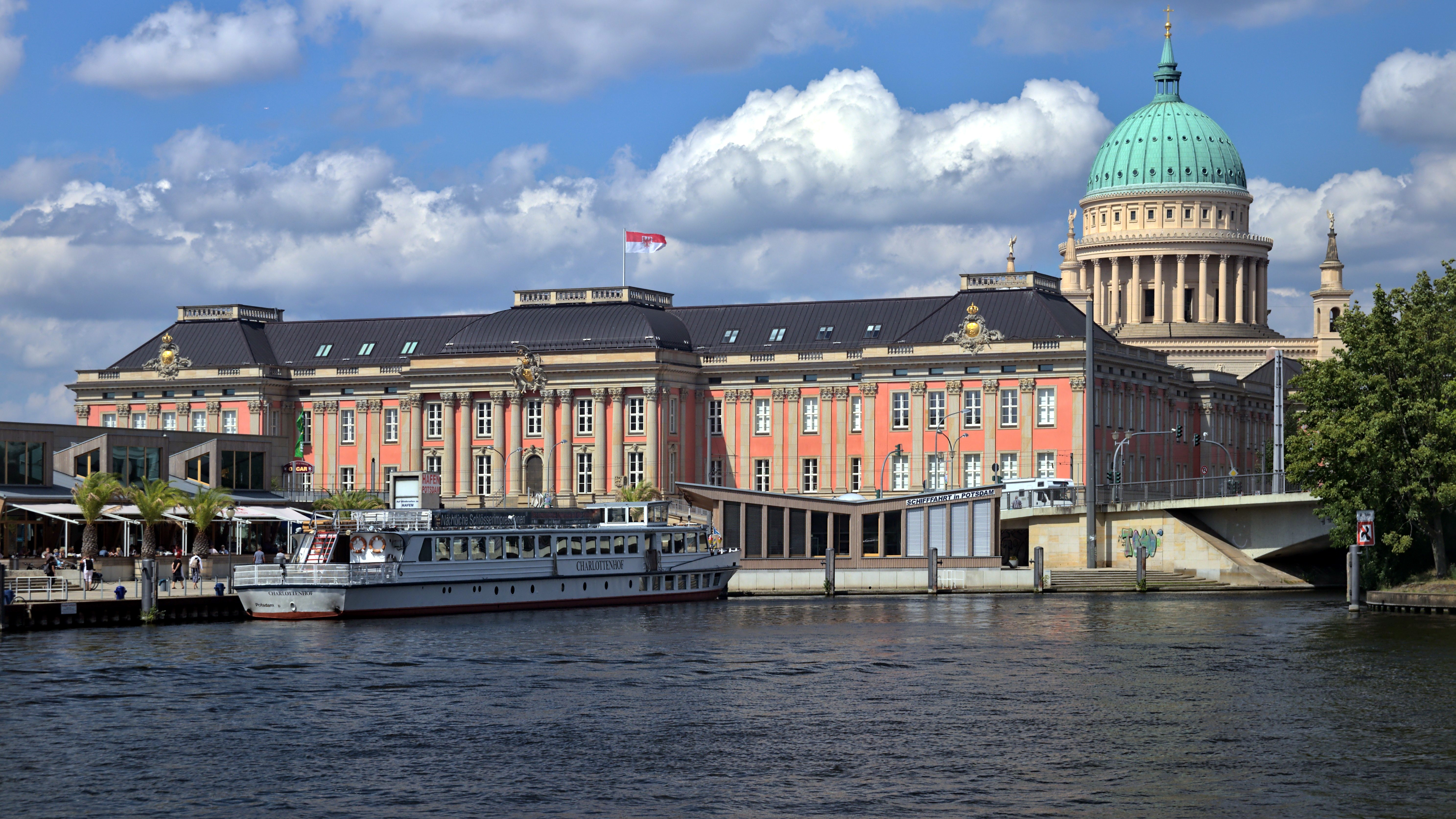
Potsdamer Stadtschloss
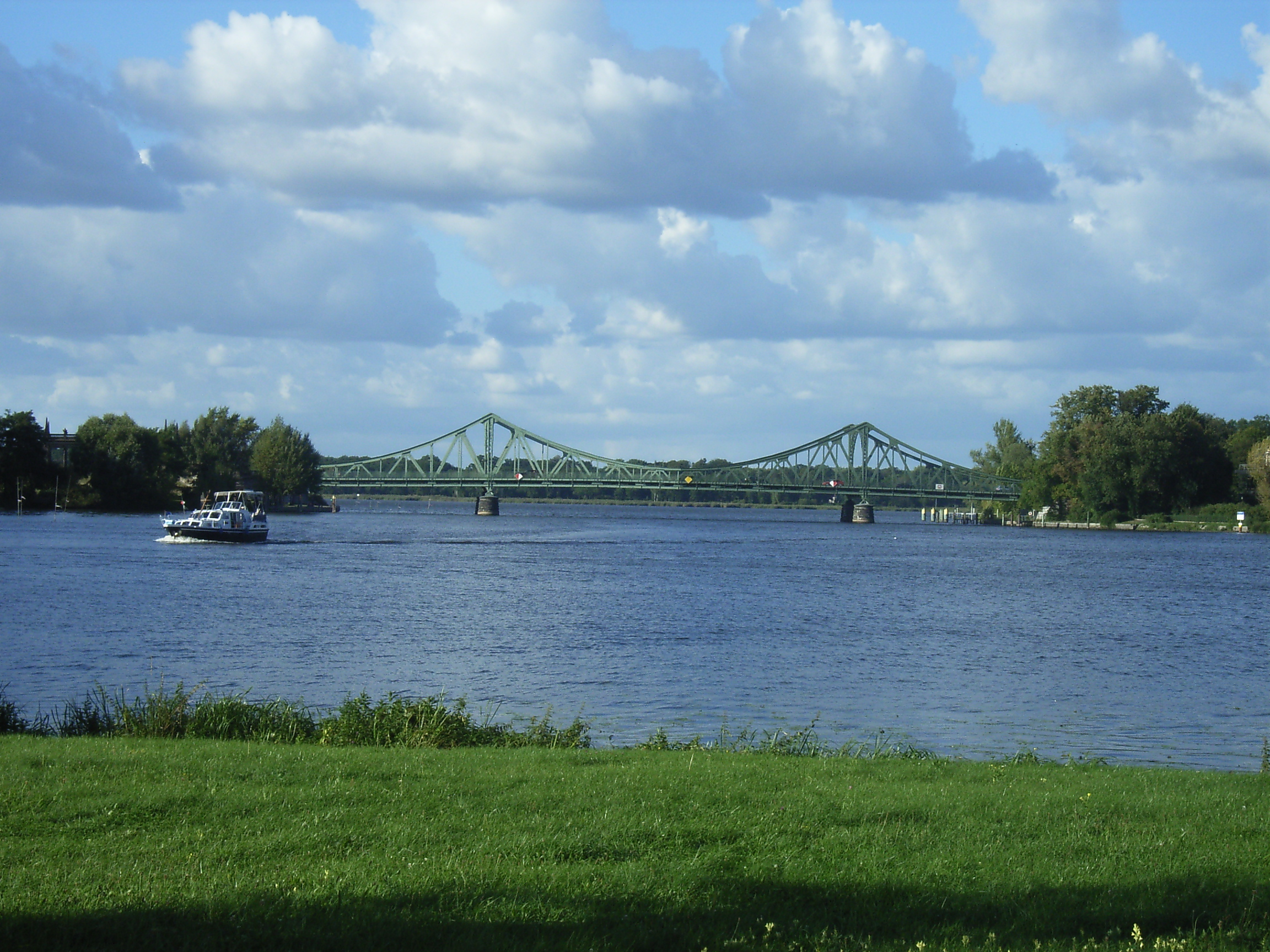
Glienicker Brücke
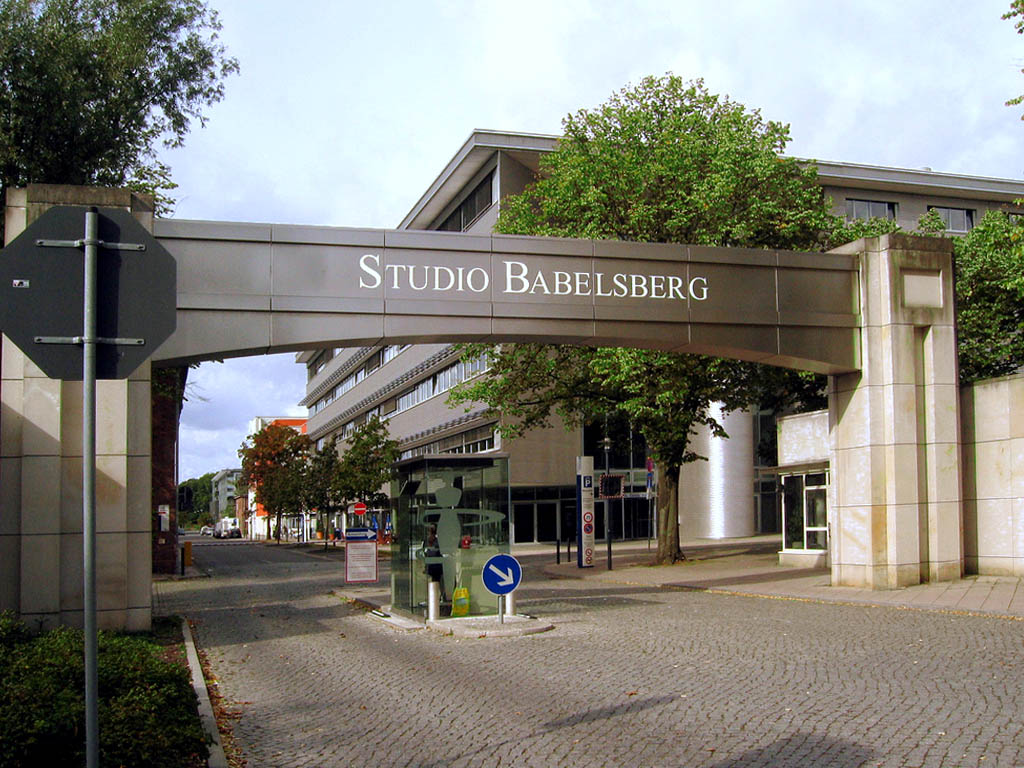
Filmstudio Babelsberg
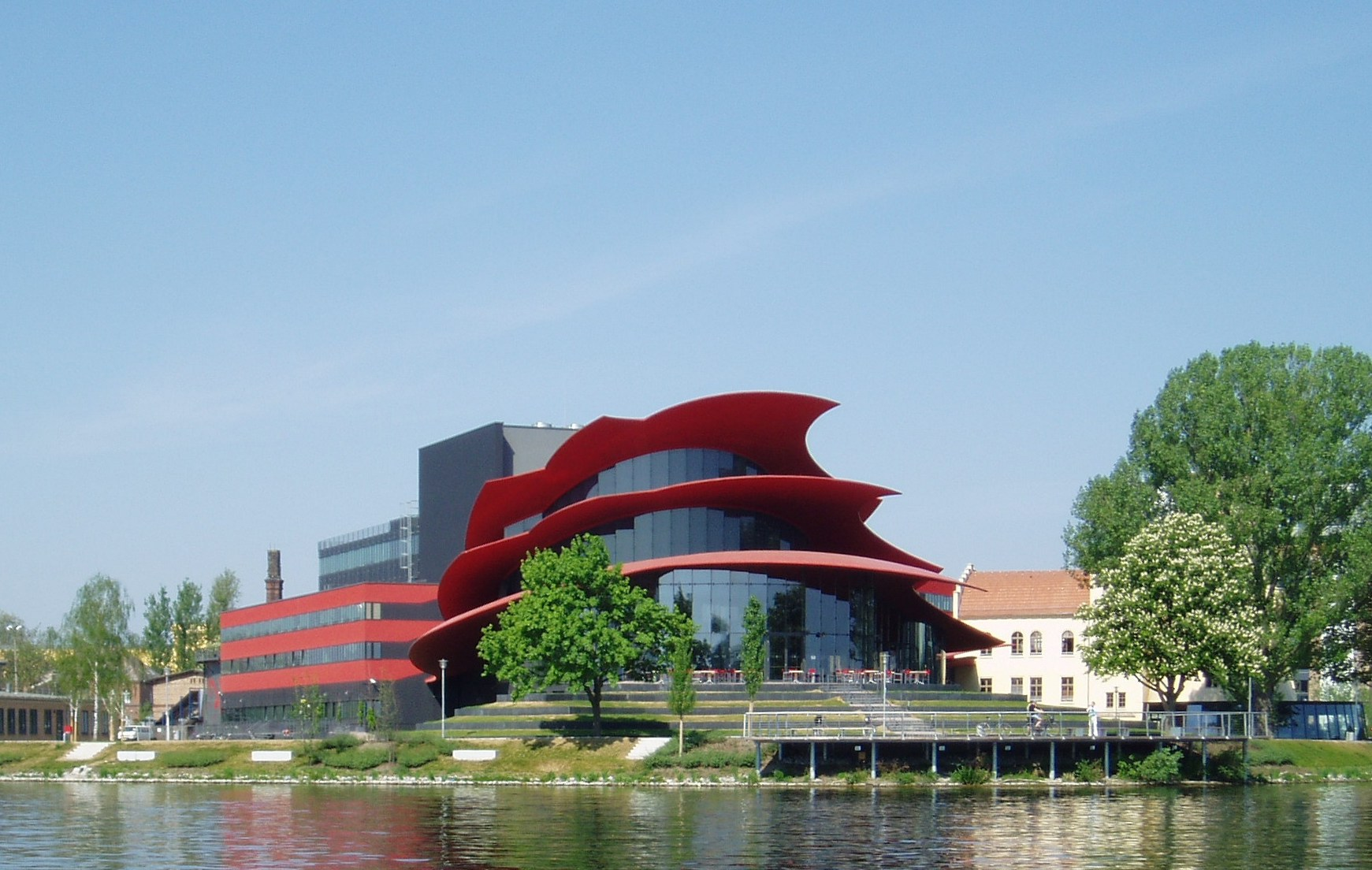
Hans Otto Theater

### Gebäude

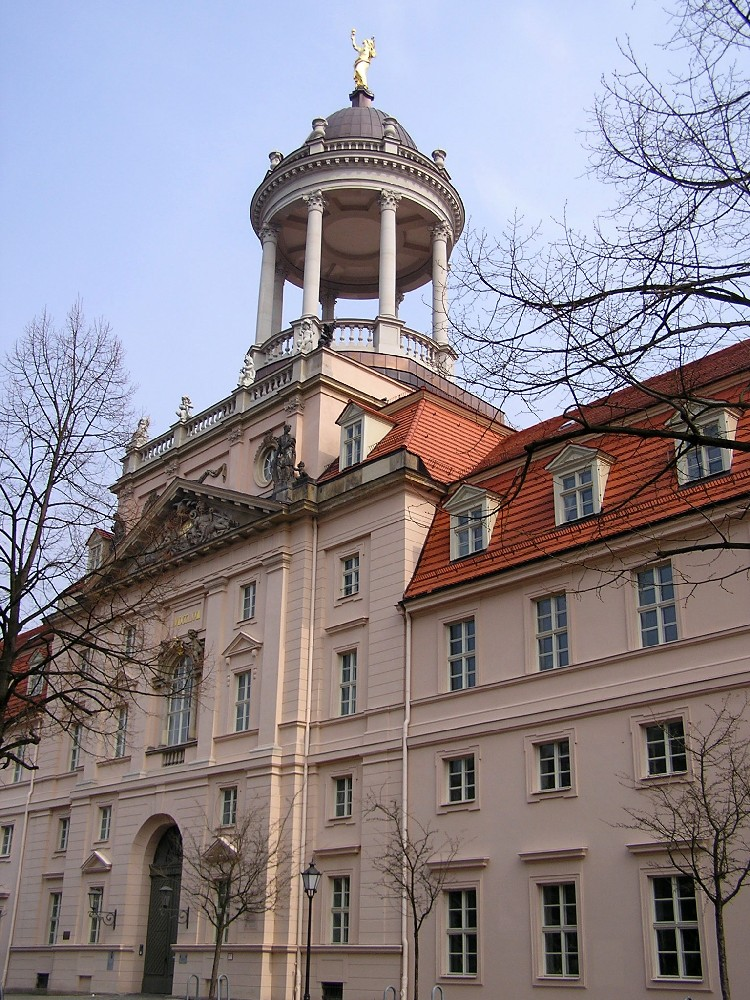
Ehemaliges Großes Militärwaisenhaus
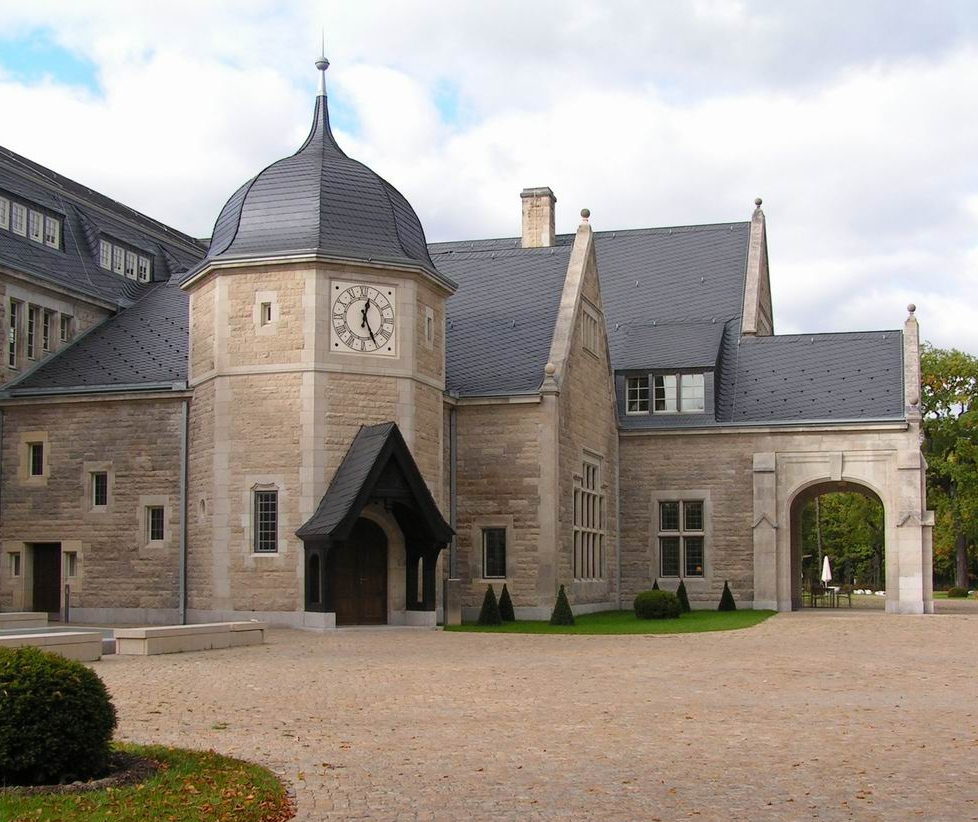
Kaiserbahnhof
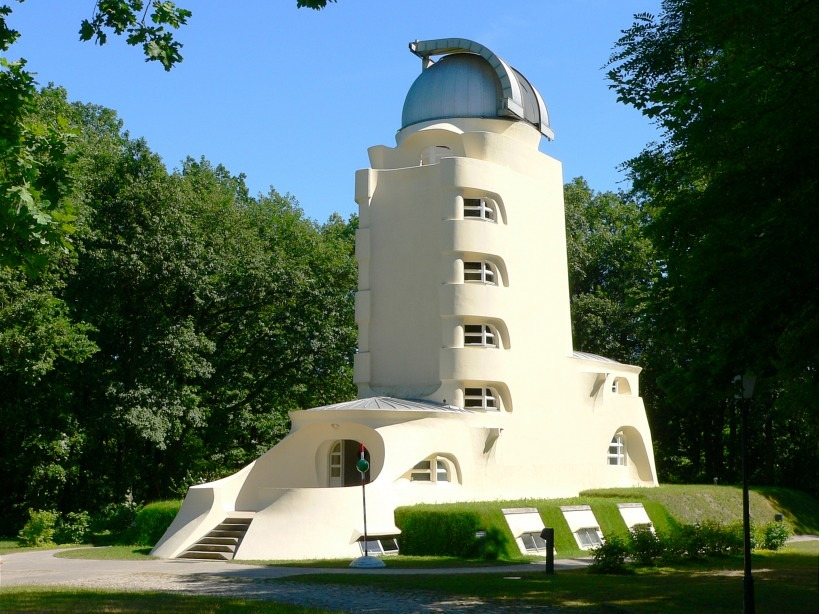
Einsteinturm
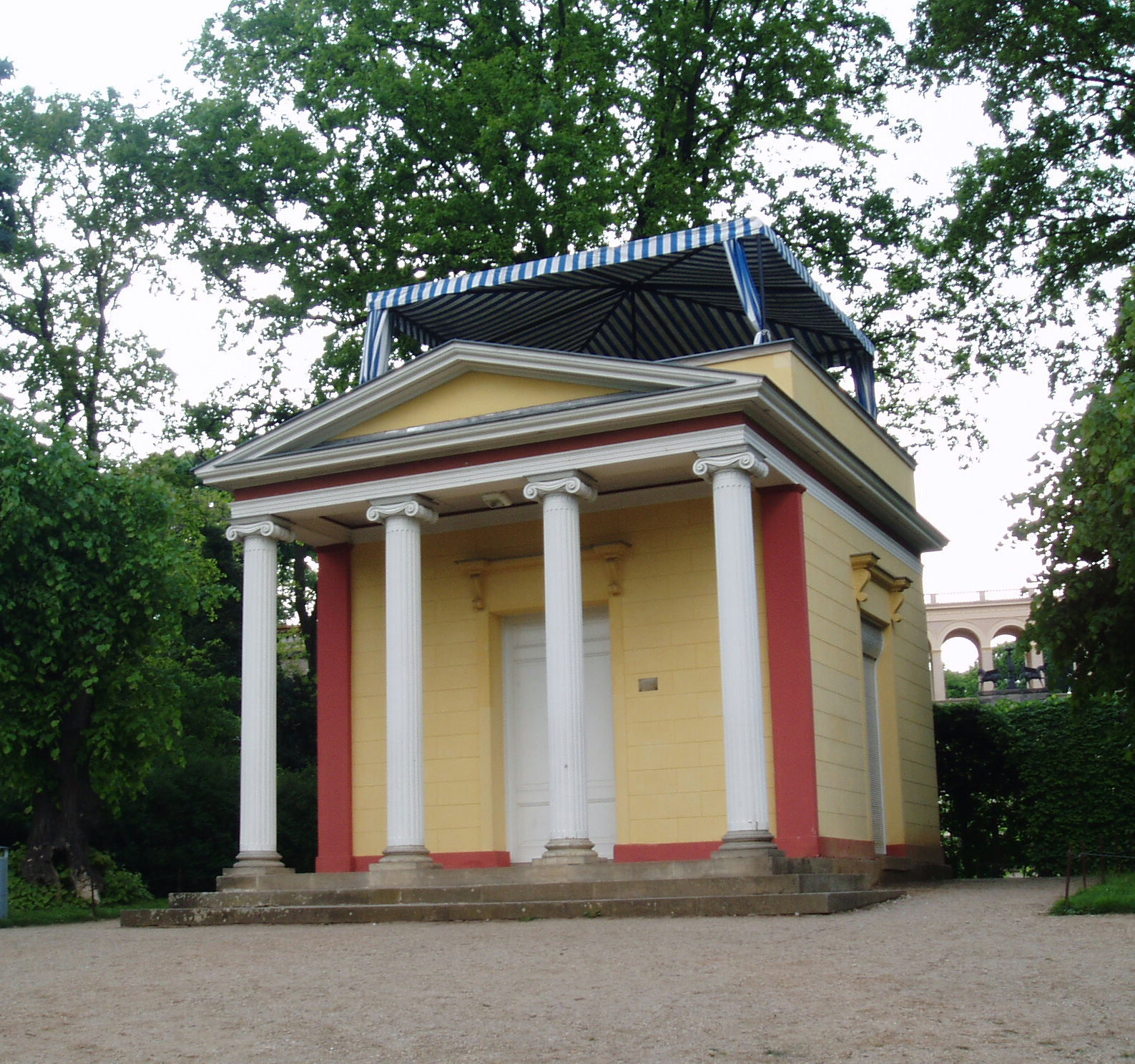
Pomonatempel

- Hiller-Brandtsche Häuser
- Jan Bouman Haus im Holländischen Viertel
- Karstadt-Kaufhaus mit Jugendstilfassade und Lichthof
- Werner-Alfred-Bad
- Dampfmaschinenhaus mit Pumpwerk für den Park Sanssouci in der Form einer Moschee an der Neustädter Havelbucht
- Kaiserbahnhof (1905 bis 1909) Der Kaiserbahnhof (ursprünglich Hofstation in Wildpark) wurde am 16. Juni 2005 nach einer Restaurierung wiedereröffnet. Das Gebäude wird seitdem als Akademie für Führungskräfte der Deutschen Bahn genutzt.
- Bayrisches Haus
- Einsteinturm (1920 bis 1921) auf dem Telegrafenberg
- ehemalige Kriegsschule
- Belvedere auf dem Pfingstberg (1847 bis 1852, 1860 bis 1863)
  - Pomonatempel (um 1800), das erste Werk Karl Friedrich Schinkels
- Gläserne Bonbonfabrik der Firma Katjes, Besucher können von einer Galerie aus den gesamten Prozess der Bonbon-Herstellung beobachten.

- Ehemaliges Großes Militärwaisenhaus
- Kaiserbahnhof
- Einsteinturm
- Pomonatempel

## Museen und Ausstellungen
- Museum Barberini
- Potsdam Museum

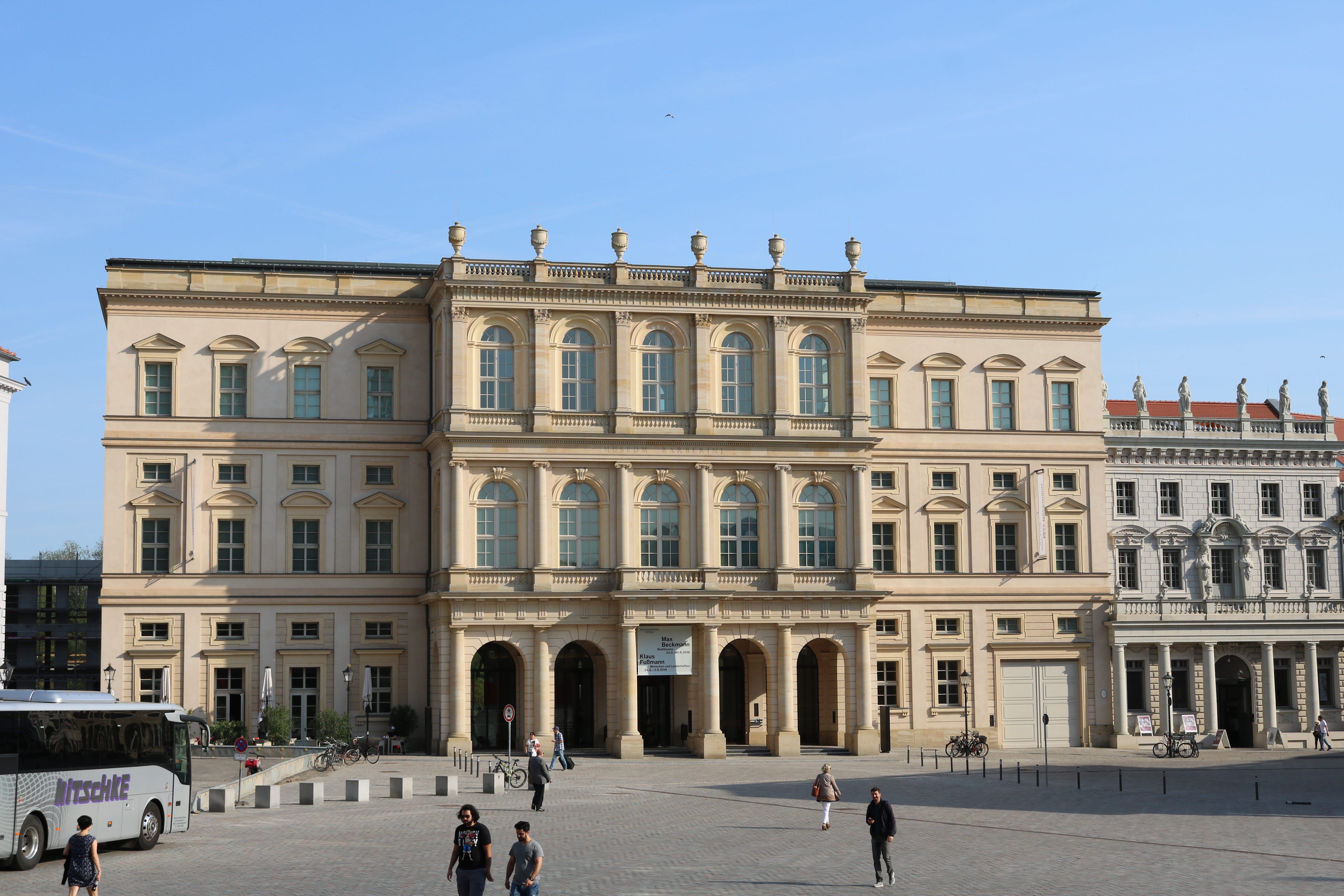
Museum Barberini

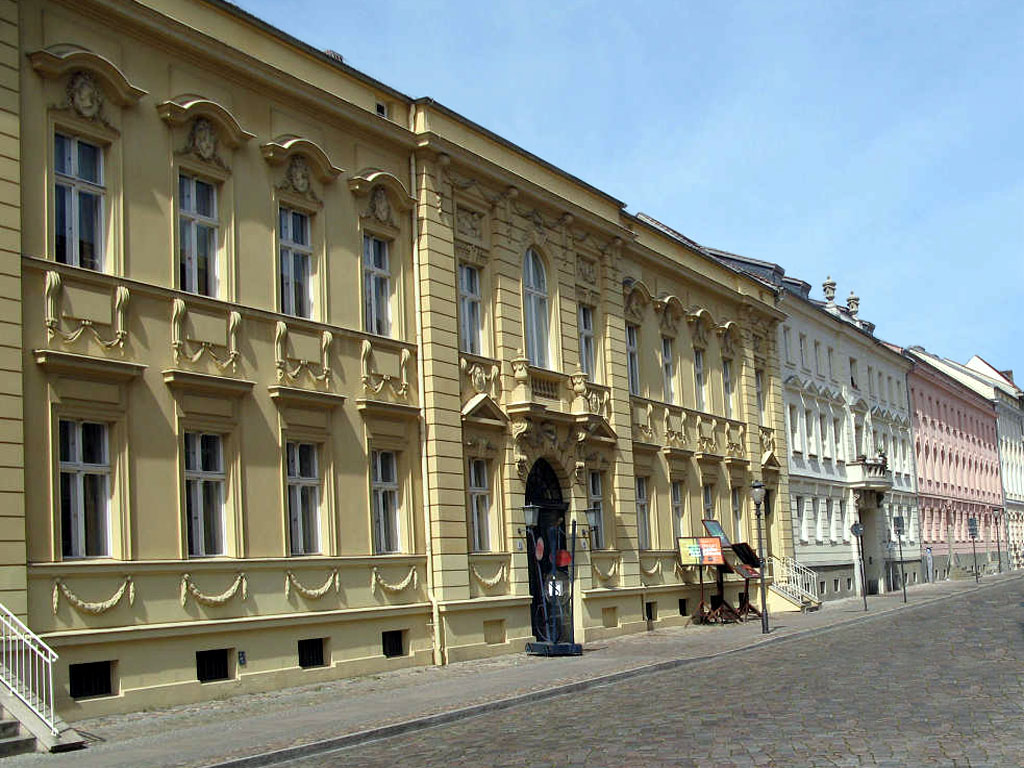
Nikolaisaal

- Haus der Brandenburgisch-Preußischen Geschichte am Neuen Markt
- museum FLUXUS+
- Urania Planetarium im Holländischen Viertel
- Naturkundemuseum Potsdam
- Extavium
- KGB-Gefängnis Potsdam
- Jan Bouman Haus
- Nikolaisaal
- Museum Alexandrowka
- Mozarthaus, Am Bassin 10
- Einsteinhaus Caputh
- Filmmuseum Potsdam im historischen Marstall, dem ältesten erhaltenen Gebäude der Stadt
- Nowaweser Weberstube im böhmischen Weberviertel
- S-Bahn-Museum am Bahnhof Griebnitzsee

## Villen
Seit den 1990er Jahren wurden viele architektonisch interessante Villen wieder restauriert:
- Villenkolonie Neubabelsberg
- Villa Ingenheim
- Villa Liegnitz
- Villa von Diringshofen
- Villa Kampffmeyer an der Glienicker Brücke
- Villa Schöningen an der Glienicker Brücke
- Villa Heydert
- Villa Rohn oder „Löwenwilla“, neobarocke Villa von 1905, benannt nach den Löwen vor der Fassade. Seit 1932 im Besitz der Familie von Fritz von der Lancken, einem Widerstandskämpfer des Dritten Reiches. Drehort für den Film Operation Walküre.[1]
- Herbertshof, benannt nach Herbert Gutmann, mit dem Zimmer Arabicum
- Palais der Gräfin Lichtenau, am Heiligen See
- Villa Bach, Spitzweggasse
- Villa Ernst von Bergmann, Berliner Straße
- Villa Gericke, Puschkinallee 17
- Villa Gutmann
- Villa Kellermann
- Villa Kutscherhaus, Persiusstr.
- Villa General Ladental
- Villa Mendelssohn, nach dem jüdischen Fabrikanten Otto von Mendelssohn Bartholdy
- Villa Mosler, erbaut 1921, Planung durch Ludwig Mies van der Rohe
- Villa Rumpf
- Villa Sarre mit Löwenfries
- Villa Spillner; bestandsgeschützt, Böcklinstraße/Tizianstraße
- Villa Starke (Potsdam-Babelsberg)
- Villa Stülpnagel, mit prunkvoller Kassettentür; im Kaminzimmer große historische Landkarte Berlins in russischer Schrift.
- Villa Wiener, 1934 wohnte hier K. Adenauer
- Villa Lademann, erbaut 1895 im Tudorstil vom Bruder Otto Lilienthals, Gustav Lilienthal. Hier wohnte während Dreharbeiten Heinz Rühmann.
- Villa Alfred Zeisler, erbaut 1921, seit 1932 im Besitz von Alfred Zeisler, nach Zeislers Flucht nach England 1935 von Marika Rökk übernommen

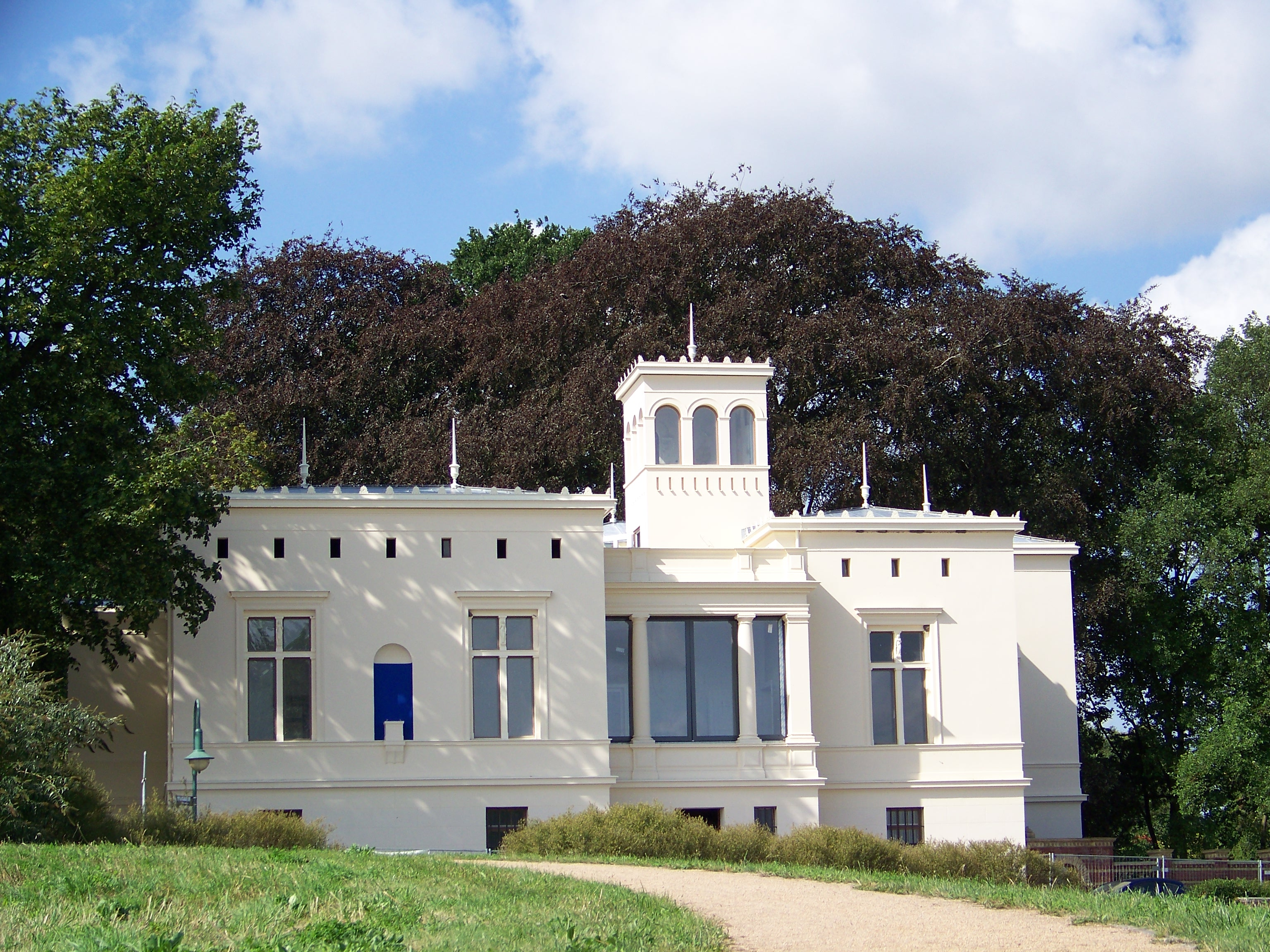
Villa Schöningen
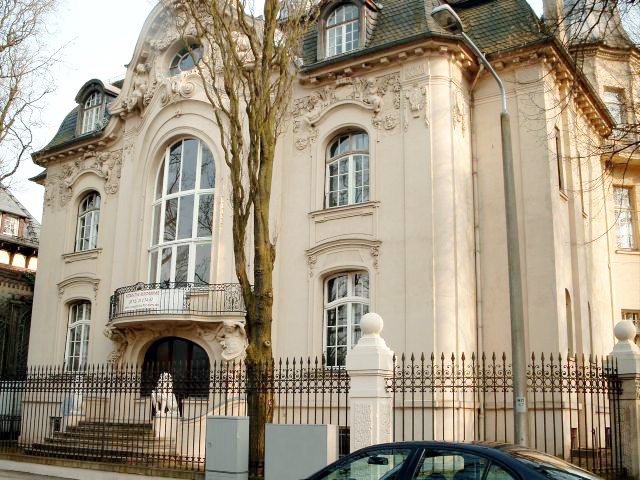
Löwenvilla
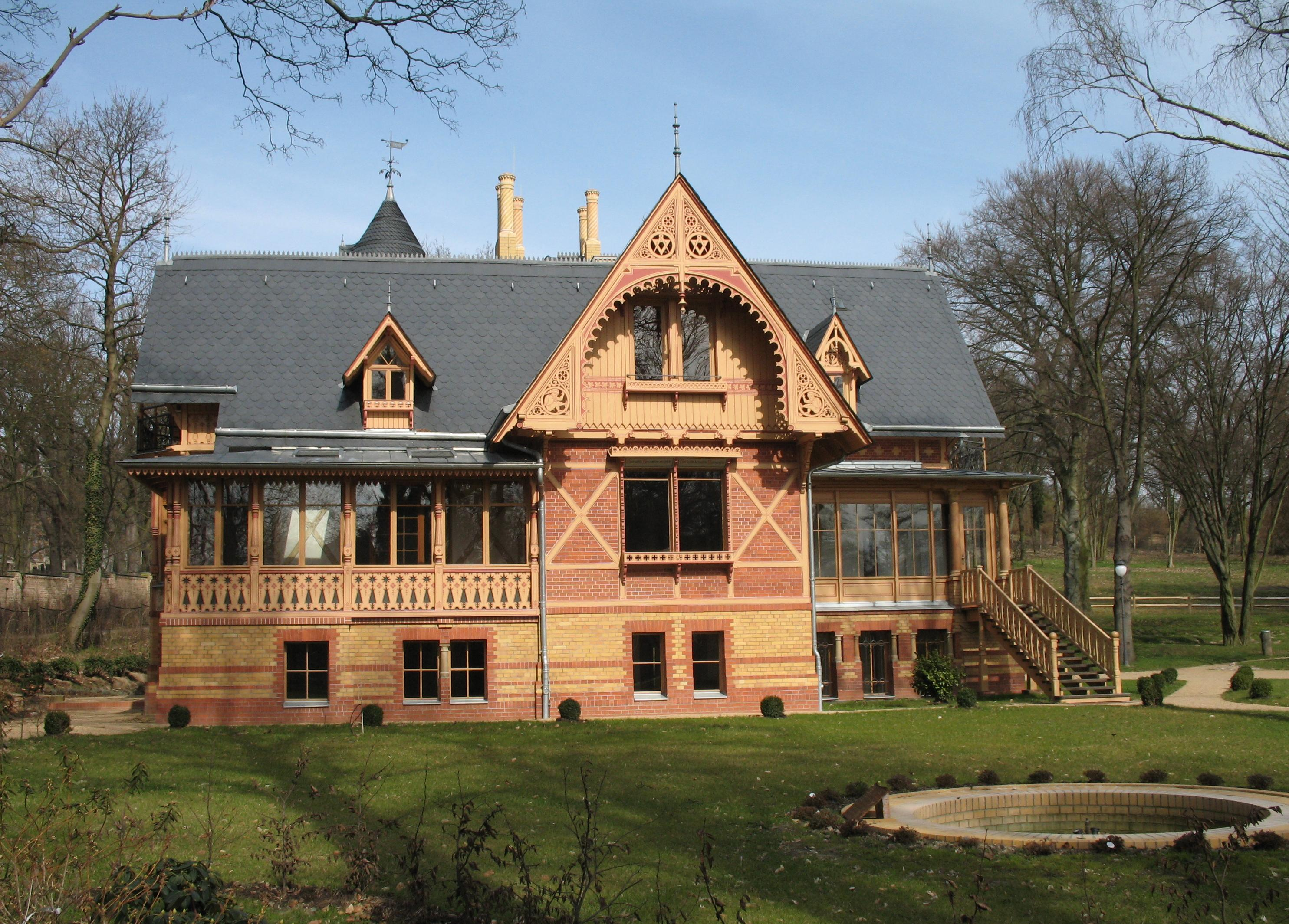
Villa Gericke
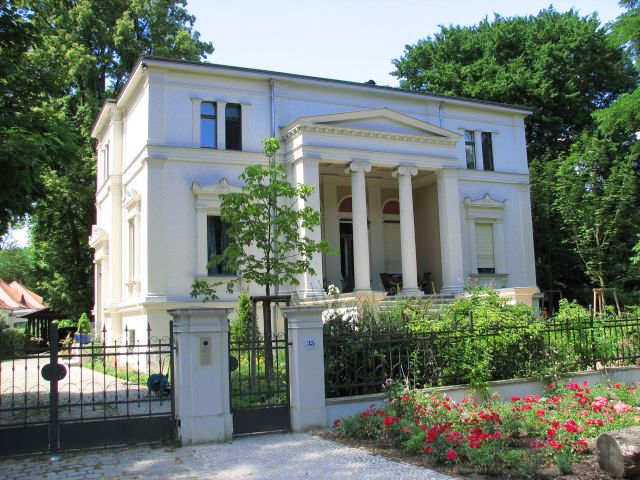
Villa Stülpnagel
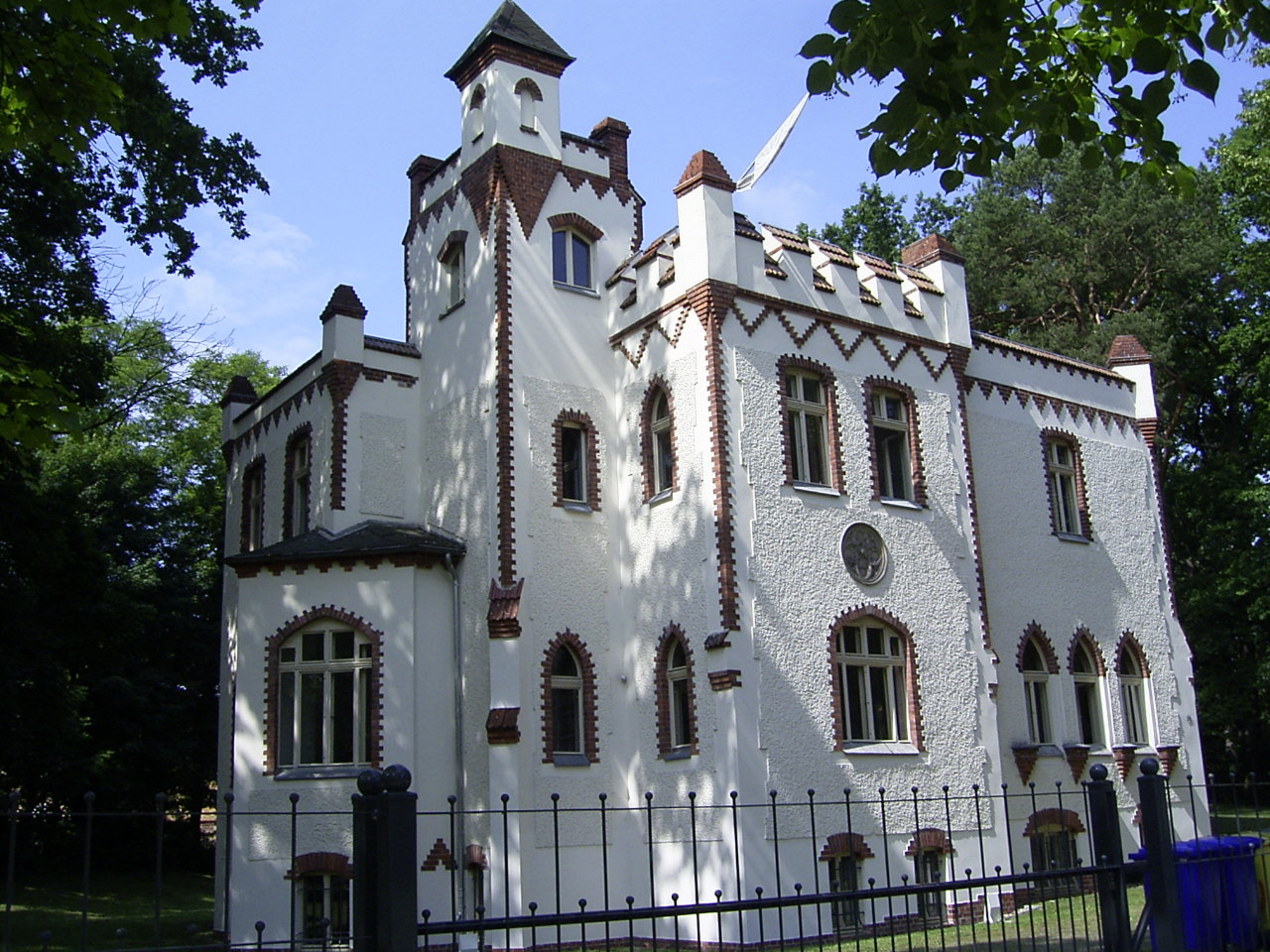
Villa Lademann

## Bildende Kunst
Die Stadt Potsdam verfügt über eine Vielfalt an Bildender Kunst in Form von Skulpturen und Gemälden. Die Gemälde verteilen sich hauptsächlich auf die Gebäude im Park Sanssouci, das Potsdam-Museum und die Kirchen der Stadt. Die Skulpturen sind hauptsächlich in den Parks verteilt, vor allem im Park Sanssouci. Ein Lapidarium stellt einige Originale der Statuen aus.
- Gemälde (Auswahl)
  - Caravaggio – Der ungläubige Thomas (Bildergalerie)
  - Guido Reni – Tod der Kleopatra (Bildergalerie)
  - Peter Paul Rubens – Der Heilige Hieronymus (Bildergalerie)
  - Antoine Watteau – Der Tanz (Neues Palais)
  - Anthonis van Dyck – Die Ausgießung des Heiligen Geistes
  - Antoine Pesne – Todesangst Christi (St.-Peter-und-Paul-Kirche)

- Skulpturen (Auswahl)
  - Denkmal für den unbekannten Deserteur auf dem Platz der Einheit
  - Lapidarium in der Kleinen Orangerie (Neue Kammern) im Park Sanssouci
  - Park Sanssouci, insbesondere das Neue Palais mit 400 Statuen oder das Erste Rondell
  - Freundschaftsinsel
  - Die Familie Grün

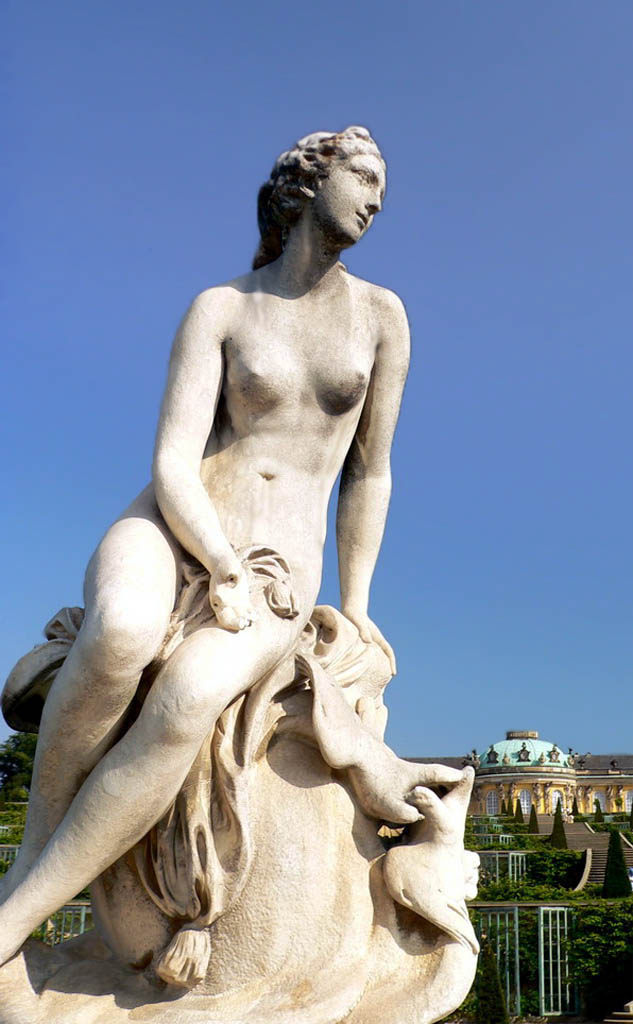
Venus von Jean-Baptiste Pigalle im Park Sanssouci
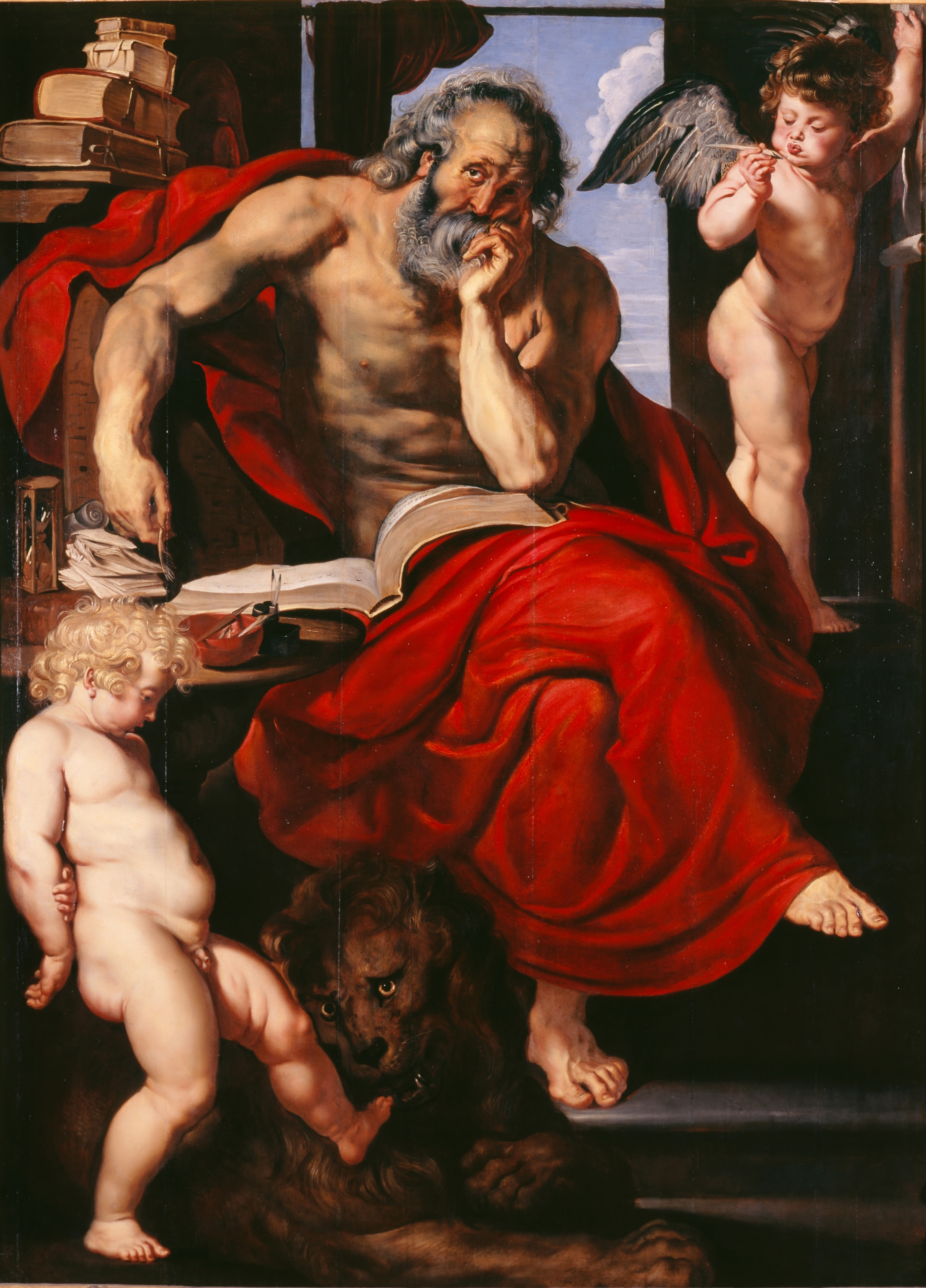
Peter Paul Rubens – Der Heilige Hieronymus
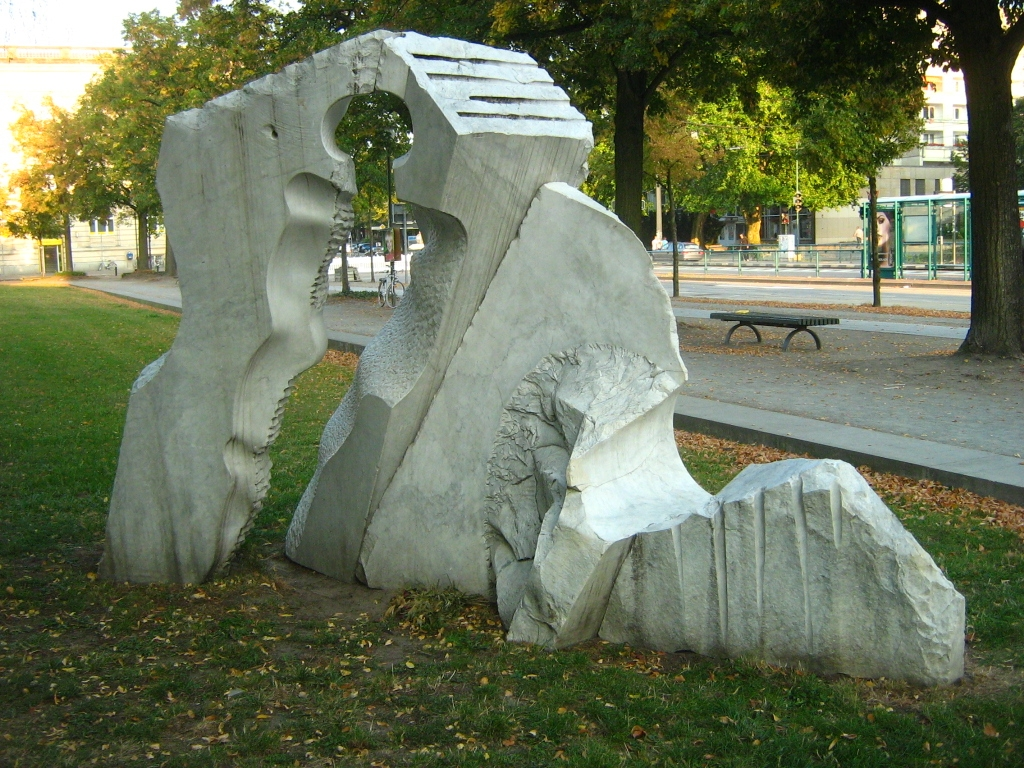
Denkmal für den unbekannten Deserteur auf dem Platz der Einheit
Der ungläubige Thomas von Caravaggio in der Bildergalerie
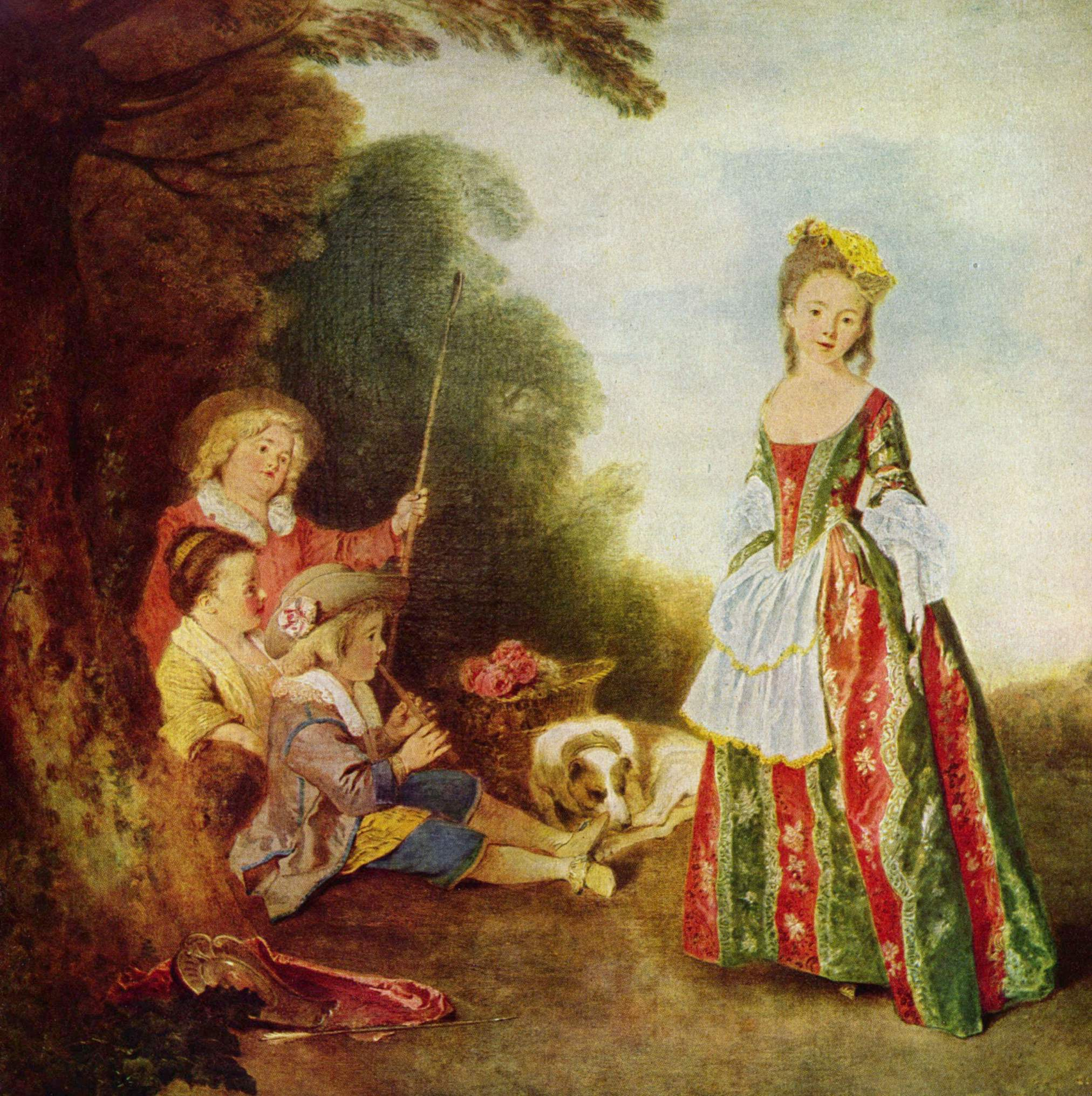
Der Tanz von Antoine Watteau
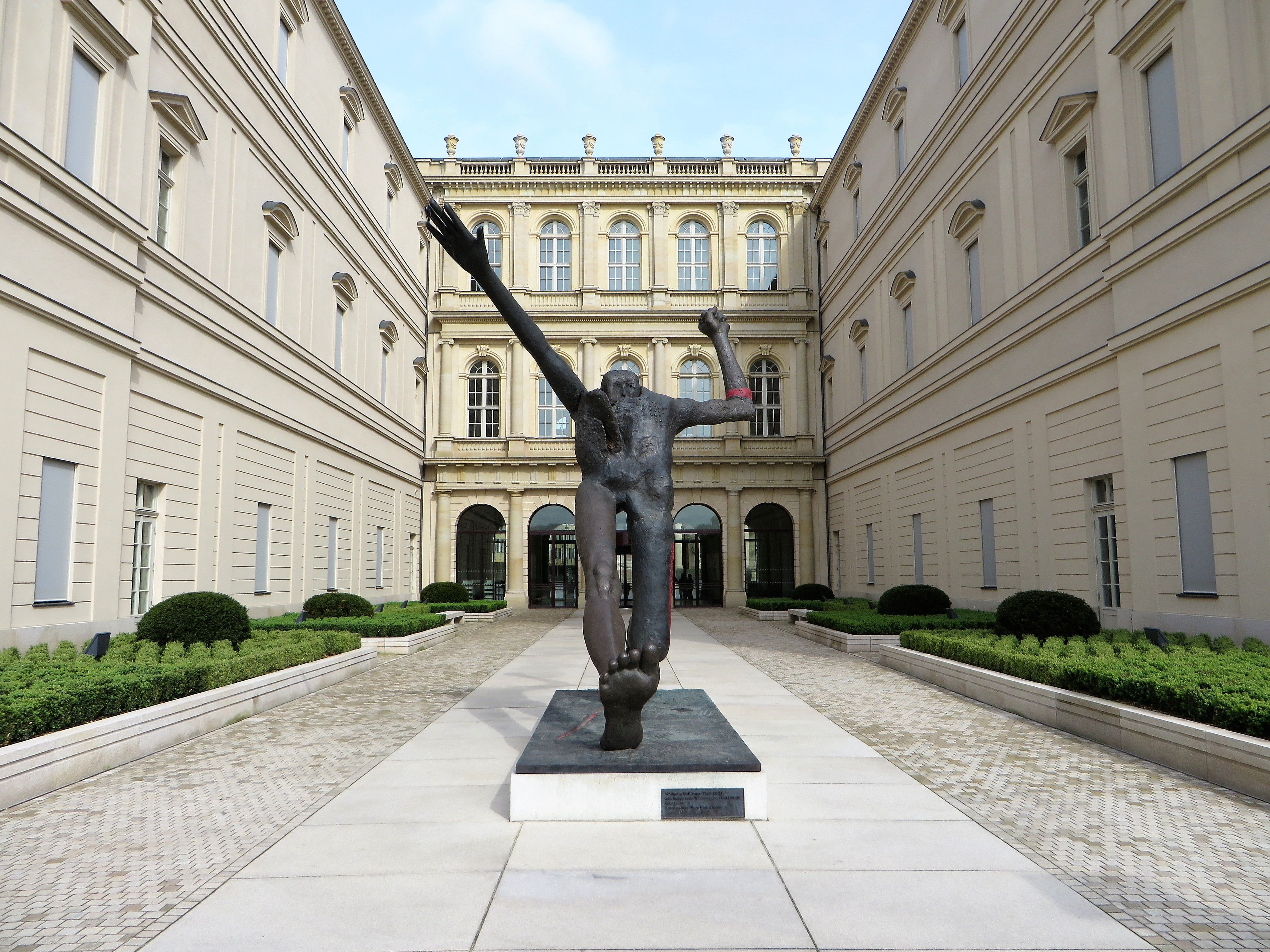
Skulptur Der Jahrhundertschritt im Museum Barberini

## Gewässer
- Havel bzw. Potsdamer Havel mit
  - Jungfernsee
  - Glienicker Lake
  - Lehnitzsee
  - Krampnitzsee
  - Tiefer See
  - Neustädter Havelbucht
  - Templiner See
- Sacrow-Paretzer Kanal mit
  - Weißer See
  - Fahrlander See
- Teltowkanal mit
  - Griebnitzsee

- Heiliger See
- Stadtkanal, wird seit 1999 rekonstruiert

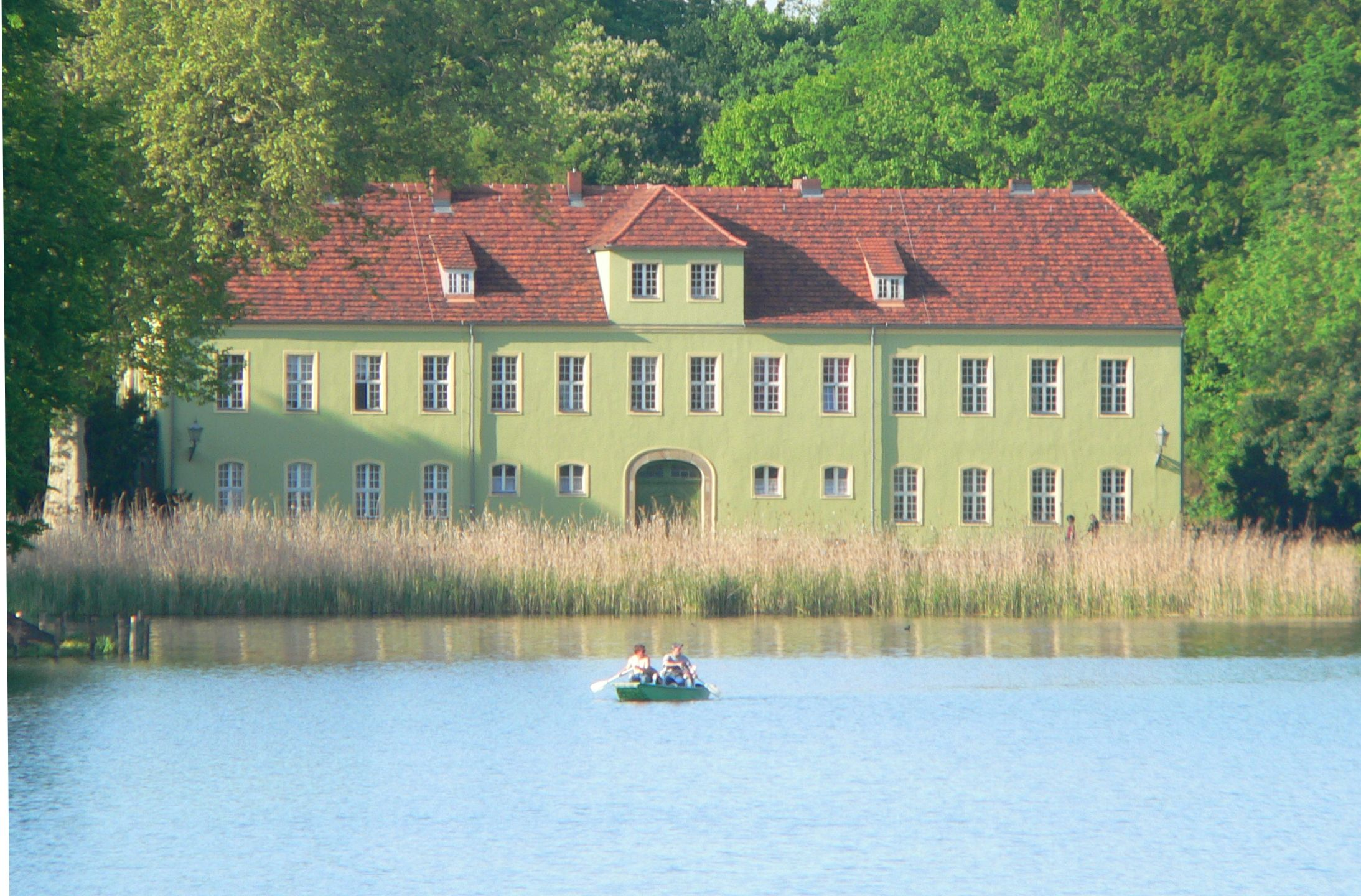
Grünes Haus im Neuen Garten am Heiligen See
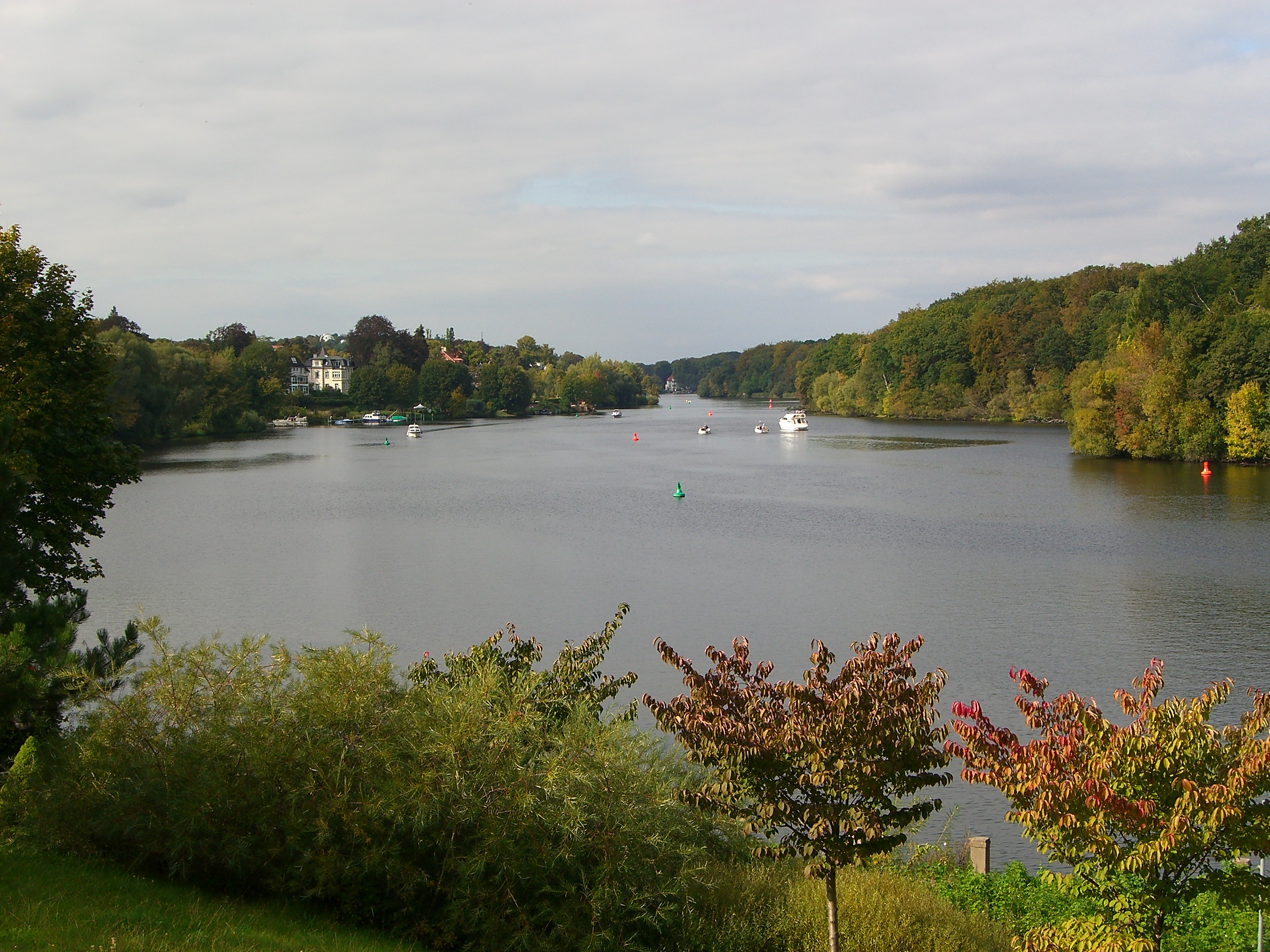
Griebnitzsee
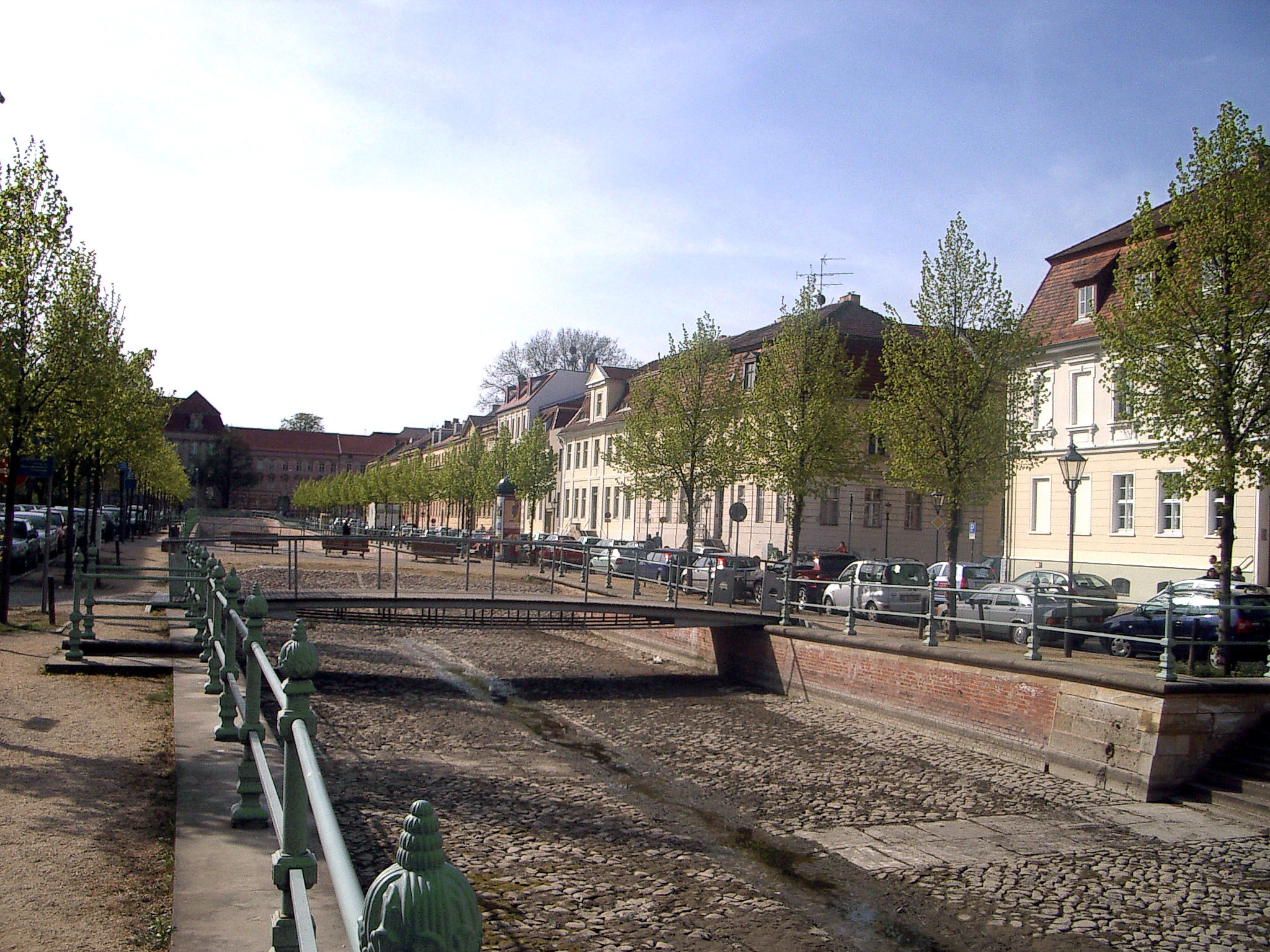
Stadtkanal

## Ehemalige Bauwerke
- Potsdamer Stadtschloss, im Zweiten Weltkrieg beschädigt, später gesprengt und schließlich als Brandenburgisches Landtagsgebäude äußerlich rekonstruiert.
- Garnisonkirche, im Zweiten Weltkrieg beschädigt, später gesprengt. Der Wiederaufbau des Turms hat 2017 begonnen.
- Das Königliche Schauspielhaus, Am Kanal 8 (im Volksmund „Kanaloper“). Das Gebäude wurde am 25. April 1945 durch Artilleriebeschuss zerstört. Die noch erhaltene Fassade ist 1966 abgebrochen worden.
- Acht Ecken, erhalten blieb nur eines von vier barocken Eckhäusern, ein weiteres ist bis 2022 originalgetreu rekonstruiert worden, die beiden anderen werden in vereinfachter Fassadengestaltung bis 2024 wiederaufgebaut.
- Gloriette am Bassinplatz, nach dem Zweiten Weltkrieg abgetragen und durch einen sowjetischen Friedhof ersetzt
- Weite Teile des Französischen Viertels, erhalten blieb die Französische Kirche
- Berliner Tor, erhalten ist nur ein Seitenflügel
- Neustädter Tor, erhalten ist nur ein einzelner Obelisk
- Langer Stall, 1945 abgebrannt, nur die aufwendige Frontfassade blieb erhalten
- Stadtkanal mit seinen zahlreichen Brücken, wurde bis 1965 zugeschüttet, er soll vollständig rekonstruiert werden.
- Heilig-Geist-Kirche, 1945 stark beschädigt, 1960 Abbruch der Kirchenschiffruine, 1974 Sprengung des Turmstumpfes;
1997 erfolgte ein Neubau in den Umrissen der Kirche als Seniorenresidenz.
- Bethlehemkirche auf dem Neuendorfer Anger, 1945 schwer zerstört, 1952 gesprengt
- Synagoge, 1938 geplündert, 1945 zerstört
- Palasthotel an der Havel sowie weite Teile der Breiten Straße.

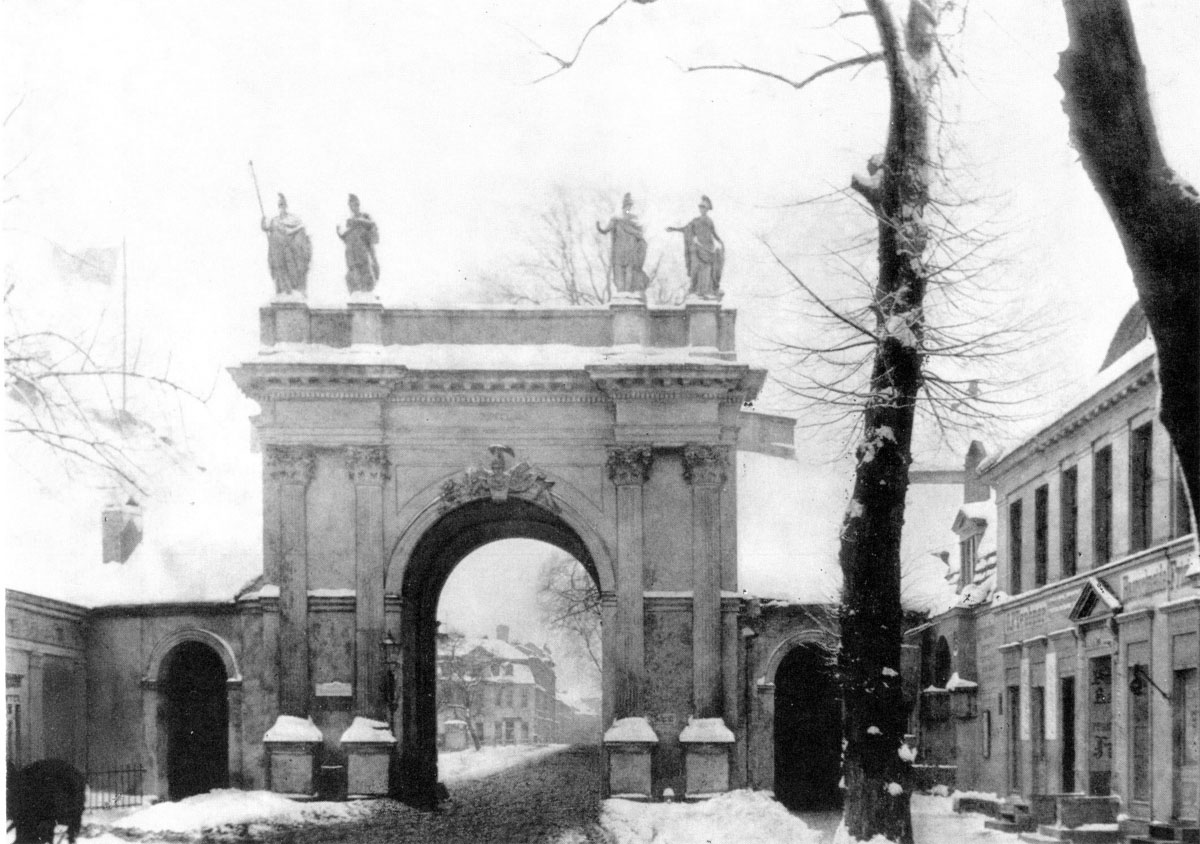
Berliner Tor
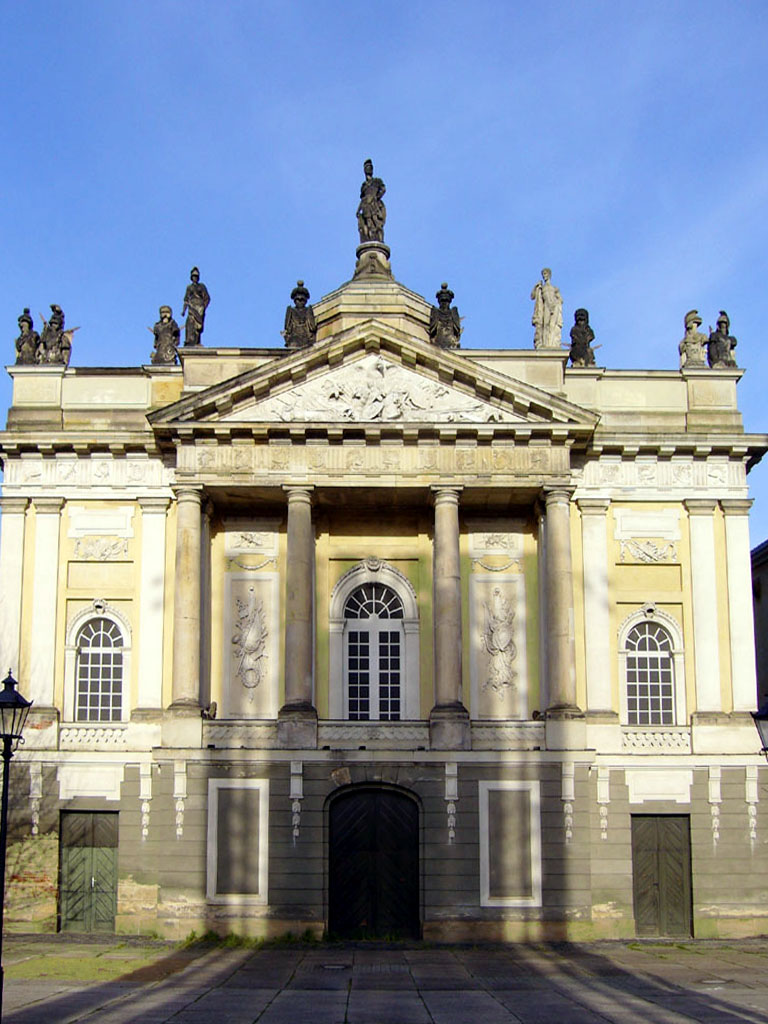
Langer Stall Frontfassade
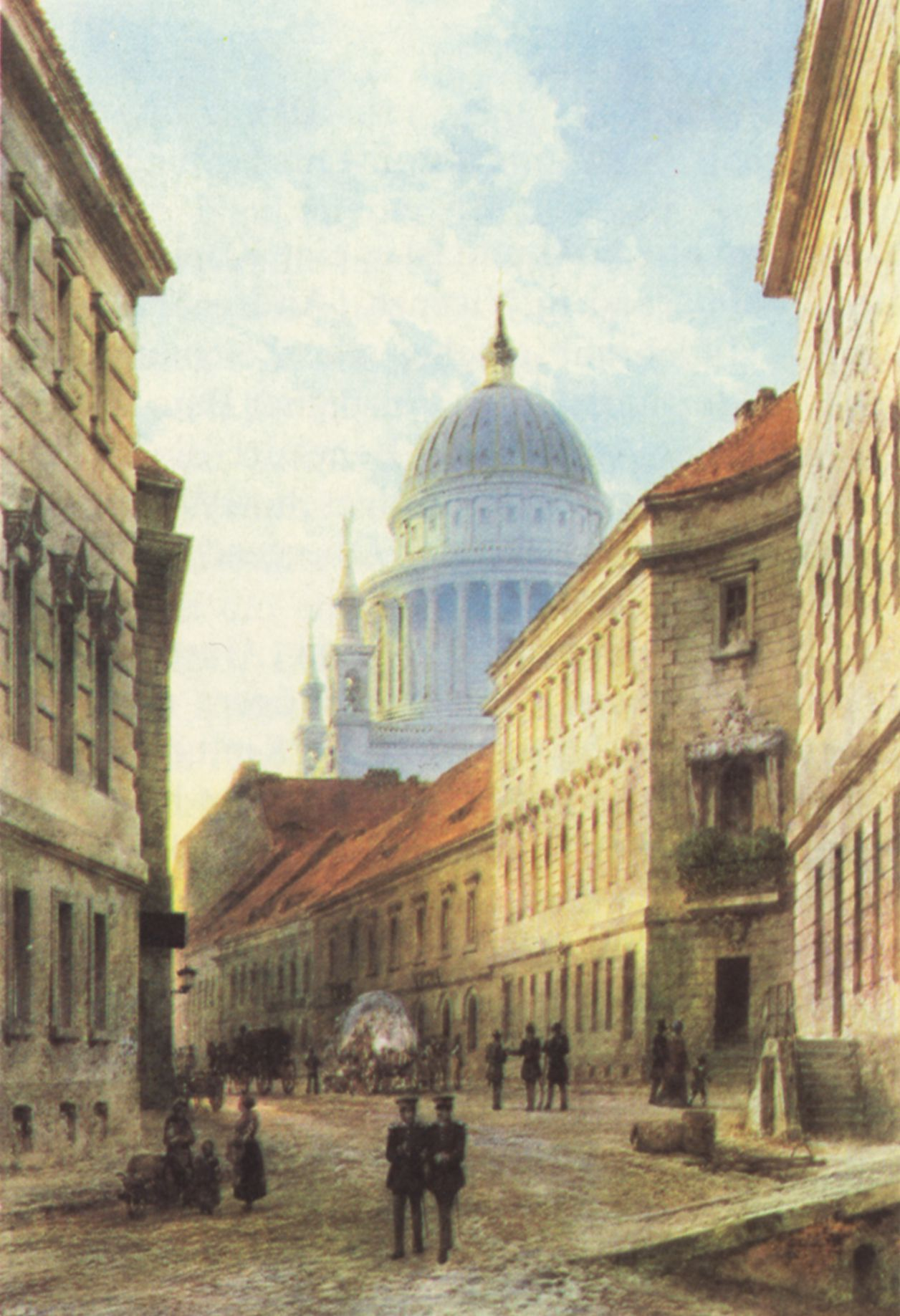
Acht Ecken